# 栃木市
栃木市（とちぎし）は、栃木県の南部にある人口約15万人の市。栃木県内人口は宇都宮市、小山市に次ぐ第3位。
市街地には蔵造りの家屋が並ぶ街並み（蔵の街）が保存されていることから、小江戸、小京都、関東の倉敷などと呼ばれ、観光地としての人気も高い。また、市南部にはラムサール条約登録湿地に指定されている渡良瀬遊水地が所在している。

## 概要
江戸時代には市内を流れる巴波川を利用した江戸との舟運と、朝廷から日光東照宮に派遣された使者（例幣使）が通行した例幣使街道の宿場町として盛えた商都で、「蔵の街」の別名を持つ。戦災を免れたため、歴史的な寺院のほか、市街地には江戸時代から明治時代にかけての蔵や商家などが多く残っており、「美しいまちなみ大賞」を受賞している。こうした歴史資産を観光資源化し、関東地方では埼玉県川越市や千葉県佐原市（現・香取市）とともに小江戸サミットを開くなど「小江戸」として知られ、「関東の倉敷」とも呼ばれる。また、市西部にある太平山からの景色は「陸の松島」として観光名所ともなっている他、市南部の渡良瀬遊水地・谷中湖は小型ヨットやウィンドサーフィンに適しており、貴重な植物も数多く生息している。こうした市内の観光名所には、年間約200万人の観光客が訪れている。
国や県の各種出先機関や裁判所などの行政機関が集まるなど、栃木県南部における行政都市としての性格を持つ。廃藩置県後の一時期には旧栃木県（現在の栃木県南部と群馬県の一部）、および宇都宮県との合併後の栃木県の県庁所在地であった。
前述した渡良瀬遊水地付近には、全国でも珍しく平野部に存在する三県境（群馬県、埼玉県との県境）がある。

### 都市名の由来
「栃木」という地名には、開拓したとき中心にあった栃の木に由来するという説や、神明宮の社殿の10本の千木（ちぎ）にちなんで「十千木」（とちぎ）と称したことによるという説など、さまざまな説がある。なお江戸時代まで漢字は「杤木」（または「橡木」）とされていたが、明治維新後に太政官から下付された県印に依拠して改められた。

### 市章のデザインコンセプト
緑色の4本のラインは「自然」「歴史」「地域」「人」を表し、青色はこれらが1つとなった大河の流れを、その先にあるオレンジ色の円は輝かしい未来と人々の情熱を表している。また、今までの歴史を受け継ぎ、明るい未来へと続くイメージを栃木市の「と」の文字をモチーフに表現している。

## 人口
| |                                        |  |
| 栃木市と全国の年齢別人口分布（2005年） | 栃木市の年齢・男女別人口分布（2005年） |  |
| ■紫色 ― 栃木市 ■緑色 ― 日本全国 | ■青色 ― 男性 ■赤色 ― 女性              |  |
| 栃木市（に相当する地域）の人口の推移 \| 1970年（昭和45年） \| 152,125人 \| \| \| 1975年（昭和50年） \| 160,835人 \| \| \| 1980年（昭和55年） \| 168,423人 \| \| \| 1985年（昭和60年） \| 172,613人 \| \| \| 1990年（平成2年） \| 174,717人 \| \| \| 1995年（平成7年） \| 174,305人 \| \| \| 2000年（平成12年） \| 171,755人 \| \| \| 2005年（平成17年） \| 168,763人 \| \| \| 2010年（平成22年） \| 164,024人 \| \| \| 2015年（平成27年） \| 159,211人 \| \| \| 2020年（令和2年） \| 155,549人 \| \| |                                        |  |
| 総務省統計局 国勢調査より |                                        |  |
| 1970年（昭和45年） | 152,125人                              |  |
| 1975年（昭和50年） | 160,835人                              |  |
| 1980年（昭和55年） | 168,423人                              |  |
| 1985年（昭和60年） | 172,613人                              |  |
| 1990年（平成2年） | 174,717人                              |  |
| 1995年（平成7年） | 174,305人                              |  |
| 2000年（平成12年） | 171,755人                              |  |
| 2005年（平成17年） | 168,763人                              |  |
| 2010年（平成22年） | 164,024人                              |  |
| 2015年（平成27年） | 159,211人                              |  |
| 2020年（令和2年） | 155,549人                              |  |

### 15歳以上就業者について
当地に常住する15歳以上就業者は66,490人（西方地域・岩舟地域を除く）。うち他市区町村で従業している者は23,553人と、全体の35.4%である。他市区町村への従業先1位は小山市の5,055人、2位は佐野市の2,920人、3位は宇都宮市の2,862人、4位は旧下都賀郡岩舟町の1,757人、5位は下都賀郡壬生町の1,490人。
※平成22年国勢調査による

## 地理

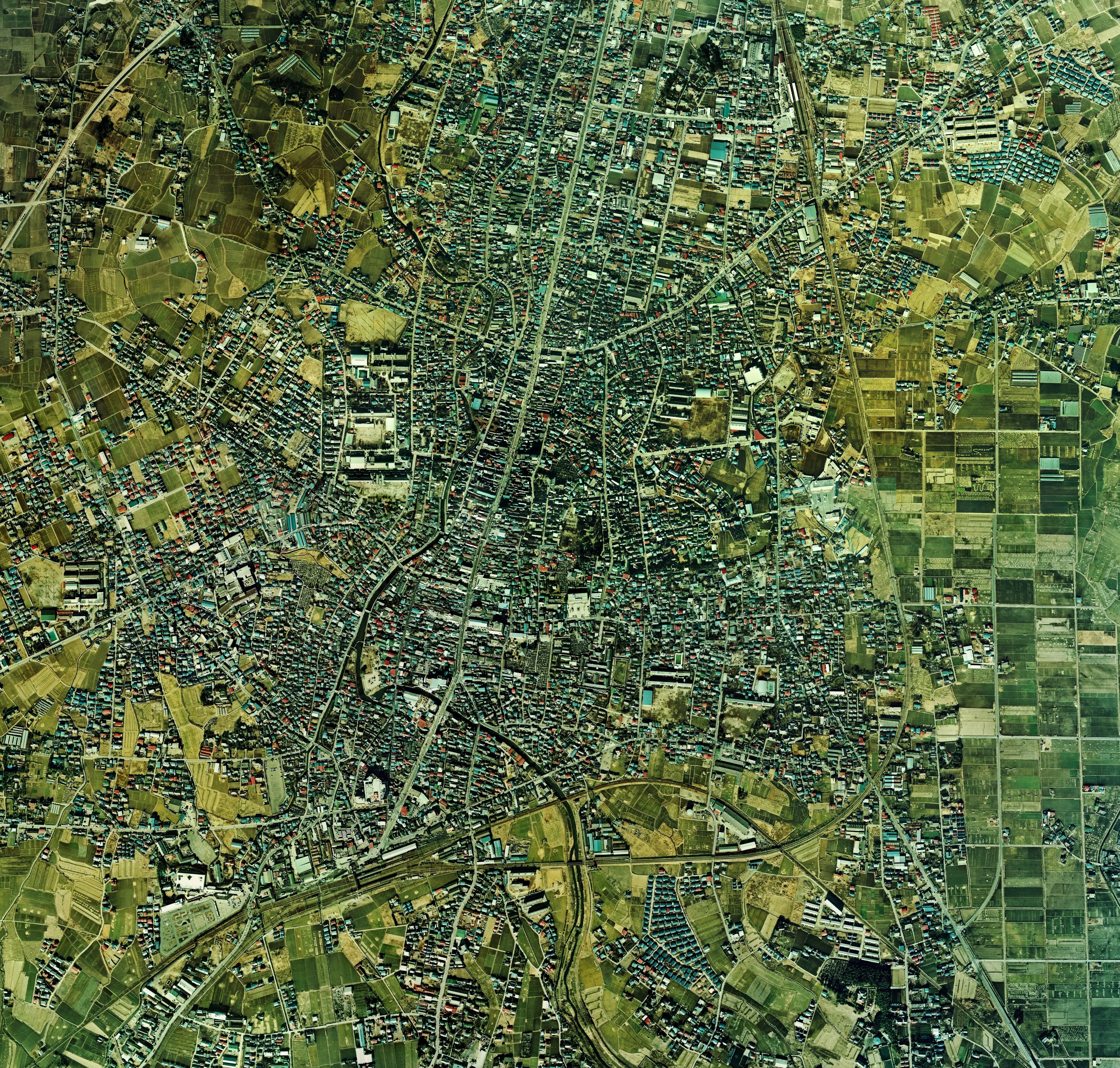
栃木市中心部周辺の空中写真。市街地の中心を北から南へ巴波川が流れる。古い商家町の街路が色濃く残る。
1974年撮影の8枚を合成作成。。

関東平野の北部に位置し、市北部には山並みが広がる。市の中心部を巴波川、東部を思川、南部を渡良瀬川がそれぞれ流れ、これら3河川の合流部には渡良瀬遊水地がある。鉄道では、東西にJR両毛線、南北に東武日光線・宇都宮線が通る。道路では、藤岡地域から岩舟地域を経て宇都宮市へと向かう栃木バイパス等の幹線道路が市内を通過している。また、市北部には国道293号、市南部には国道50号の国道2本が通っている。市街地は主に栃木駅北側から新栃木駅西側にかけて集中している。
- 山：太平山、錦着山、晃石山、三峰山（鍋山）、谷倉山、三毳山
- 河川：巴波川、永野川、小倉川、思川、赤津川、藤川、渡良瀬川、与良川、三杉川、蓮華川
- 湖沼：谷中湖

### 気候
太平洋岸気候であるが、内陸部に位置するため夏暑く冬寒い気候である。降水量は夏場は多く冬場は乾燥する。夏季は夕立が頻繁に発生し、発雷日数も日本有数である。
- 夏は気温が30℃を超える日も多く、35℃以上の猛暑になる日もある。
- 冬は最低気温-5℃以下に冷え込む日もあり、降雪日数も年に数日ある。

| 栃木（1991年 - 2020年）の気候      | 栃木（1991年 - 2020年）の気候 | 栃木（1991年 - 2020年）の気候 | 栃木（1991年 - 2020年）の気候 | 栃木（1991年 - 2020年）の気候 | 栃木（1991年 - 2020年）の気候 | 栃木（1991年 - 2020年）の気候 | 栃木（1991年 - 2020年）の気候 | 栃木（1991年 - 2020年）の気候 | 栃木（1991年 - 2020年）の気候 | 栃木（1991年 - 2020年）の気候 | 栃木（1991年 - 2020年）の気候 | 栃木（1991年 - 2020年）の気候 | 栃木（1991年 - 2020年）の気候 |
| 月                                 | 1月                           | 2月                           | 3月                           | 4月                           | 5月                           | 6月                           | 7月                           | 8月                           | 9月                           | 10月                          | 11月                          | 12月                          | 年                            |
| ---------------------------------- | ----------------------------- | ----------------------------- | ----------------------------- | ----------------------------- | ----------------------------- | ----------------------------- | ----------------------------- | ----------------------------- | ----------------------------- | ----------------------------- | ----------------------------- | ----------------------------- | ----------------------------- |
| 降水量 mm （inch）                 | 36.7 (1.445)                  | 38.0 (1.496)                  | 80.6 (3.173)                  | 106.0 (4.173)                 | 140.4 (5.528)                 | 157.0 (6.181)                 | 197.3 (7.768)                 | 171.4 (6.748)                 | 203.5 (8.012)                 | 170.2 (6.701)                 | 63.2 (2.488)                  | 35.8 (1.409)                  | 1,400 (55.118)                |
| 平均降水日数 （≥1.0 mm）           | 4.1                           | 5.0                           | 8.8                           | 10.0                          | 11.2                          | 13.5                          | 13.8                          | 11.5                          | 12.2                          | 10.4                          | 6.4                           | 4.3                           | 111.3                         |
| 出典1：Japan Meteorological Agency |                               |                               |                               |                               |                               |                               |                               |                               |                               |                               |                               |                               |                               |
| 出典2：気象庁                      |                               |                               |                               |                               |                               |                               |                               |                               |                               |                               |                               |                               |                               |

### 隣接する自治体
栃木県
- 小山市
- 下野市
- 鹿沼市
- 佐野市
- 下都賀郡：壬生町、野木町

茨城県
- 古河市

埼玉県
- 加須市

群馬県
- 邑楽郡：板倉町

## 歴史

### 前近代
江戸時代には、栃木宿が設置されたこともあって、利根川水系の巴波川を利用した舟運により、江戸方面と今市・日光・足利など内陸方面とを結ぶ物資の集積所となり、商都として栄えた。
年表
- 1323年（元亨3年）：皆川氏6代目皆川宗常は鎌倉幕府の執権北条高時にそむき、領地を没収され小山氏の所領になる。
- 1394年（応永元年）：小山氏の一族である皆川氏が、下野皆川庄（現・栃木市皆川城内町）に皆川城（法螺貝城）を築く。
- 1566年（永禄9年）：北条氏政に攻められるが撃退する。
- 1578年（天正6年）：再び北条氏政に攻められるが撃退する。
- 1590年（天正18年）：豊臣秀吉の小田原征伐の際に皆川城が上杉軍、真田軍に落とされる。
- 1591年（天正19年）：皆川広照が本格的に栃木城を構築する。皆川城は廃城となる。
- 1609年（慶長14年）：松平忠輝事件に連座し皆川広照は改易され、栃木城は廃城となる。
- 1613年（慶長18年）：阿部善八郎と加藤喜助によって検地が行われ[7]、江戸幕府の直轄地（天領）、旗本領、大名領などに細分される。
- 1684年（貞享元年）：大老・堀田正俊が暗殺されると正俊の次男・正虎が下野国大宮（2万石）を分与され大宮藩を立藩する。
- 1688年（元禄元年）：奥高家の畠山基玄が下野国都賀郡内の領地（1千石）を管轄するために陣屋（畠山陣屋）を設ける。
- 1694年（元禄7年）：堀田正虎の兄・正仲が死去。遺領相続のため陸奥国福島藩に移封し、大宮藩は廃藩となった。
- 1705年（宝永2年）：戸田忠利に加増され所領として明治維新まで足利藩に属する。
- 1842年（天保13年）：上総国五井藩主であった有馬氏郁は下野吹上（現・栃木市吹上町）へ移封され、吹上藩が立藩する。
- 1864年（元治元年）：6月　天狗党の乱

### 近現代
1871年8月29日（明治4年7月14日）の廃藩置県を経て、同年12月25日（明治4年11月14日）に行われた府県再編で下野国のうち南部5郡（都賀郡、寒川郡、安蘇郡、足利郡、梁田郡）および上野国南東部3郡（山田郡、新田郡、邑楽郡）を管轄区域とする栃木県が設置され、同県の県庁所在地となった。
その後栃木県は、1873年（明治6年）6月15日に下野国北部4郡（河内郡、芳賀郡、塩谷郡、那須郡）を管轄していた宇都宮県を合併した。1876年（明治9年）8月21日には上野3郡が熊谷県内の上野11郡と合併し群馬県へ移るが、この間も引き続き栃木に県庁が置かれていた。しかし、様々な理由 により1884年（明治17年）1月に県庁が宇都宮へ移された（栃木県庁の移転）。
年表
- 1867年（慶応3年）12月24日 出流山事件（いずるさんじけん）
- 1871年（明治4年）12月25日（旧暦11月14日）：廃藩置県後の府県再編により栃木県が設置され、県庁が置かれる。
- 1884年（明治17年）1月：県庁が宇都宮へ移転する。
- 1888年（明治21年）5月22日：両毛線小山 - 桐生が開通し、栃木駅が開設される。
- 1895年（明治28年）3月8日：両毛線富山駅（現・大平下駅）が開設される。
- 1896年（明治29年）：栃木県尋常中学校栃木分校（現・栃木県立栃木高等学校）が開校する。
- 1901年（明治34年）：栃木県下都賀郡立栃木女子高等学校（現・栃木県立栃木女子高等学校）が開校する。
- 1907年（明治40年）4月30日：栃木県下都賀郡立栃木農学校（現・栃木県立栃木農業高等学校）が開校する。
- 1917年（大正6年）4月1日：栃木実業補習学校（現・栃木県立栃木商業高等学校）が開校する。
- 1929年（昭和4年）4月1日：東武日光線杉戸（現・東武動物公園） - 新鹿沼が開通し、藤岡駅、栃木駅（東武）、新栃木駅、合戦場駅、家中駅、東武金崎駅が開設される。
- 1931年（昭和6年）
  - 8月11日：東武宇都宮線新栃木 - 東武宇都宮が開通する。
  - 11月1日：東武日光線に新大平下駅、東武宇都宮線に野州大塚駅が開設される。
- 1936年（昭和11年）9月15日：新栃木駅構内で、電車と貨物列車が正面衝突。運転手・乗客など6人が死亡、5人が重傷を負った[8]。
- 1937年（昭和12年）4月1日：市制施行。旧栃木市となる。
- 1944年（昭和19年）10月1日：東武宇都宮線野州平川駅が開設される。
- 1947年（昭和22年）：日立栃木サッカー部（現・栃木シティFC）が創部される。
- 1947年（昭和22年）：市内に昭和天皇の戦後巡幸。第二小学校に市民奉迎場が設置された[9]。
- 1951年（昭和26年）11月：栃木市歌が制定される。
- 1960年（昭和35年）：國學院大學栃木高等学校が開校する。
- 1962年（昭和37年）4月21日：栃木県立栃木工業高等学校が開校する。
- 1965年（昭和40年）：國學院大學栃木短期大学が開学する。
- 1969年（昭和44年）4月1日：栃木市立大宮中学校と栃木市立国府中学校が統合され、栃木市立東陽中学校が開校する。
- 1972年（昭和47年）11月13日：東北自動車道岩槻IC - 宇都宮ICが開通し、栃木IC、都賀西方PAが開設される。
- 1973年（昭和48年）12月15日：イトーヨーカドー栃木店が開店する。
- 1974年（昭和49年）
  - 1月1日：栃木県立栃木養護学校（現・栃木県立栃木特別支援学校）が開校する。
  - 5月7日：県立太平少年自然の家が開設される。
- 1975年（昭和50年）
  - 4月1日：栃木県立藤岡高等学校が開校する。
  - 4月10日：栃木バイパスが全線開通する。
- 1977年（昭和52年）4月8日：栃木市立南小学校が開校する。
- 1980年（昭和55年）10月13日 - 10月17日：第35回国民体育大会「栃の葉国体」（ハンドボール、フェンシング）が開催される。
- 1983年（昭和58年）
  - 7月1日：栃木市郷土参考館が開館する。
  - 10月1日：栃木市文化会館（現・栃木市栃木文化会館）が開館する。
- 1984年（昭和59年）4月1日：栃木県立栃木南高等学校が開校する。
- 1986年（昭和61年）5月15日：ジャスコシティ栃木店が開店する。
- 1987年（昭和62年）
  - 2月26日：中洲親水公園が開園する。
  - 7月15日：出流ふれあいの森が開園する。
- 1990年（平成2年）11月：福田屋百貨店栃木店が開店する。
- 1993年（平成5年）8月：全国高等学校総合体育大会（インターハイ）が開催される。
- 1995年（平成7年）2月：とちぎ山車会館が開館する。
- 1996年（平成8年）：國學院大學栃木中学校が開校する。
- 2000年（平成12年）
  - 2月13日：イトーヨーカドー栃木店が閉店。
  - 5月17日：東武栃木駅が高架化される。
  - 7月27日：北関東自動車道栃木都賀JCT - 宇都宮上三川ICが開通し、栃木都賀JCT、都賀ICが開設される。
- 2003年（平成15年）
  - 3月15日：とちぎ蔵の街美術館が開館する。
  - 4月4日：JR栃木駅が高架化される。
- 2005年（平成17年）4月1日：栃木県立学悠館高等学校が開校する。
- 2006年（平成18年）4月1日：栃木県立栃木南高等学校と栃木県立藤岡高等学校が統合され、栃木県立栃木翔南高等学校が開校する。
- 2010年（平成22年）
  - 3月29日：栃木市、下都賀郡大平町、同郡藤岡町、同郡都賀町の1市3町が新設合併し、新栃木市となる。
  - 4月1日：栃木ウーヴァFC（現・栃木シティFC）、JFLに加入する。
- 2011年（平成23年）
  - 2月27日：福田屋百貨店栃木店が閉店。
  - 3月1日：ジャスコシティ栃木店が、店舗ブランドの統合に伴い「イオン栃木店」に名称を変更。
  - 10月1日：上都賀郡西方町を編入する。これに伴い、上都賀郡が消滅。
- 2012年（平成24年）7月9日：嘉右衛門町（泉町、嘉右衛門町、小平町、錦町、昭和町の各一部）が重要伝統的建造物群保存地区として選定される。
- 2014年（平成26年）
  - 2月10日：市役所本庁舎を福田屋百貨店栃木店跡地へ移転[10]。
  - 4月5日：下都賀郡岩舟町を編入[11][注釈 3]。
- 2015年（平成27年）
  - 9月9日-9月10日：平成27年9月関東・東北豪雨が発生。市内において初めて大雨特別警報が発表。市内各地において大規模な冠水が発生し、避難勧告がなされた。
  - 11月3日：県内において初めてのコミュニティーFM、FMくらら857が開局。
  - 11月13日：栃木市栃木文化会館に於いて市制5周年記念式典を挙行。同式典にて市の木、花、鳥及び歌を制定。
- 2019年（令和元年）10月12日：令和元年東日本台風（台風19号）により永野川や巴波川が氾濫、市内において被害が発生。JR両毛線は大平下 - 栃木間をはじめ大きな被害を受け、長期間運休[12][13][14]。

### 沿革
1889年4月に下都賀郡栃木町、藤岡町、大宮村、皆川村、吹上村、寺尾村、国府村、谷中村、三鴨村、赤麻村、部屋村、富山村、瑞穂村、水代村、家中村、赤津村および上都賀郡西方村、真名子村がそれぞれ町村制を施行し、1906年に谷中村が藤岡町に編入合併、1937年4月には栃木町が市制を施行し、旧・栃木市になる。
旧・栃木市は「昭和の大合併」により1954年に近隣の大宮村、皆川村、吹上村、寺尾村を編入合併、1957年には国府村を編入合併し市域を拡大した。その後、各町村は合併や町制施行を行い、1994年に合併前の1市4町の形となった。
平成の大合併により、2010年に旧・栃木市、下都賀郡大平町、都賀町、藤岡町が新設合併し新栃木市を発足させた。
- 2010年（平成22年）3月29日：旧・栃木市、下都賀郡大平町、藤岡町、都賀町が合併し、新栃木市が成立する。
- 2011年（平成23年）10月1日：上都賀郡西方町を編入する。
- 2014年（平成26年）4月5日：下都賀郡岩舟町を編入する[11]。

栃木市は平成の大合併による新自治体発足（名称を変更せずに新自治体を発足した自治体も含む）および他の市町村を編入合併した最後の自治体である。また2022年12月現在、2014年に行った岩舟町の編入合併以降に全国で市町村合併を行った自治体はない。
旧・栃木市
- 1937年（昭和12年）4月1日：市制を施行し、栃木市となる（単独市制）。
- 1954年（昭和29年）9月30日：下都賀郡大宮村、皆川村、吹上村、寺尾村を編入する。
- 1957年（昭和32年）3月31日：下都賀郡国府村を編入する。
- 2001年（平成13年）7月1日：下都賀郡都賀町と境界変更。
- 2004年（平成16年）7月1日：下都賀郡大平町と境界変更。
- 2005年（平成17年）2月1日：下都賀郡都賀町と境界変更。

旧・大平町
- 1956年（昭和31年）9月30日：下都賀郡富山村、瑞穂村、水代村が合併し、大平村が成立する。
- 1961年（昭和36年）11月3日：町制を施行し、大平町となる。
- 1992年（平成4年）7月1日：下都賀郡岩舟町と境界変更。
- 1994年（平成6年）12月1日：下都賀郡岩舟町と境界変更。
- 2004年（平成16年）7月1日：栃木市と境界変更。

旧・藤岡町
- 1906年（明治39年）7月1日：下都賀郡谷中村を編入する。
- 1955年（昭和30年）4月1日：下都賀郡藤岡町（旧）、三鴨村、赤麻村、部屋村が合併し、藤岡町（新）が成立する。
- 1990年（平成2年）6月1日：下都賀郡岩舟町と境界変更。

旧・都賀町
- 1955年（昭和30年）4月1日：下都賀郡家中村、赤津村が合併し、都賀村が成立する。
- 1963年（昭和38年）11月3日：町制を施行し、都賀町となる。
- 1992年（平成4年）7月1日：上都賀郡西方村と境界変更。
- 1998年（平成10年）12月1日：上都賀郡西方町と境界変更。
- 2001年（平成13年）7月1日：栃木市と境界変更。
- 2005年（平成17年）2月1日：栃木市と境界変更。

旧・西方町
- 1955年（昭和30年）4月27日：上都賀郡西方村（旧）と真名子村が合併し、西方村（新）が成立する。
- 1992年（平成4年）7月1日：下都賀郡都賀町と境界変更。
- 1994年（平成6年）10月1日：町制を施行し、西方町となる。
- 1994年（平成6年）12月1日：上都賀郡粟野町と境界変更。
- 1998年（平成10年）12月1日：下都賀郡都賀町と境界変更。

旧・岩舟町
- 1889年（明治22年）4月1日：町村制の施行により、畳岡村・下津原村・静村・鷲巣村の区域をもって岩舟村が発足。
- 1956年（昭和31年）9月30日：岩舟村が小野寺村・静和村と合併し、改めて岩舟村が発足。
- 1962年（昭和37年）4月1日：岩舟村が町制施行して岩舟町となる。
- 1990年（平成2年）6月1日：藤岡町と境界変更。
- 1992年（平成4年）7月1日：大平町と境界変更。
- 1994年（平成6年）12月1日：大平町と境界変更。

| 下都賀郡 | 栃木町                       | 1889年4月1日 下都賀郡 栃木町      | 1937年4月1日 栃木市 市制                               | 1954年9月30日 栃木市 合併 下都賀郡大宮村、吹上村、皆川村、寺尾村を編入 | 1957年3月31日 栃木市 合併 下都賀郡国府村を編入 | 2010年3月29日 栃木市               | 栃木市                    |
| 下都賀郡 | 嘉右衛門町                   | 1889年4月1日 下都賀郡 栃木町      | 1937年4月1日 栃木市 市制                               | 1954年9月30日 栃木市 合併 下都賀郡大宮村、吹上村、皆川村、寺尾村を編入 | 1957年3月31日 栃木市 合併 下都賀郡国府村を編入 | 2010年3月29日 栃木市               | 栃木市                    |
| 下都賀郡 | 栃木城内村                   | 1889年4月1日 下都賀郡 栃木町      | 1937年4月1日 栃木市 市制                               | 1954年9月30日 栃木市 合併 下都賀郡大宮村、吹上村、皆川村、寺尾村を編入 | 1957年3月31日 栃木市 合併 下都賀郡国府村を編入 | 2010年3月29日 栃木市               | 栃木市                    |
| 下都賀郡 | 箱森村                       | 1889年4月1日 下都賀郡 栃木町      | 1937年4月1日 栃木市 市制                               | 1954年9月30日 栃木市 合併 下都賀郡大宮村、吹上村、皆川村、寺尾村を編入 | 1957年3月31日 栃木市 合併 下都賀郡国府村を編入 | 2010年3月29日 栃木市               | 栃木市                    |
| 下都賀郡 | 小平柳村                     | 1889年4月1日 下都賀郡 栃木町      | 1937年4月1日 栃木市 市制                               | 1954年9月30日 栃木市 合併 下都賀郡大宮村、吹上村、皆川村、寺尾村を編入 | 1957年3月31日 栃木市 合併 下都賀郡国府村を編入 | 2010年3月29日 栃木市               | 栃木市                    |
| 下都賀郡 | 片柳村                       | 1889年4月1日 下都賀郡 栃木町      | 1937年4月1日 栃木市 市制                               | 1954年9月30日 栃木市 合併 下都賀郡大宮村、吹上村、皆川村、寺尾村を編入 | 1957年3月31日 栃木市 合併 下都賀郡国府村を編入 | 2010年3月29日 栃木市               | 栃木市                    |
| 下都賀郡 | 薗部村                       | 1889年4月1日 下都賀郡 栃木町      | 1937年4月1日 栃木市 市制                               | 1954年9月30日 栃木市 合併 下都賀郡大宮村、吹上村、皆川村、寺尾村を編入 | 1957年3月31日 栃木市 合併 下都賀郡国府村を編入 | 2010年3月29日 栃木市               | 栃木市                    |
| 下都賀郡 | 沼和田村                     | 1889年4月1日 下都賀郡 栃木町      | 1937年4月1日 栃木市 市制                               | 1954年9月30日 栃木市 合併 下都賀郡大宮村、吹上村、皆川村、寺尾村を編入 | 1957年3月31日 栃木市 合併 下都賀郡国府村を編入 | 2010年3月29日 栃木市               | 栃木市                    |
| 下都賀郡 | 平井村                       | 1889年4月1日 下都賀郡 栃木町      | 1937年4月1日 栃木市 市制                               | 1954年9月30日 栃木市 合併 下都賀郡大宮村、吹上村、皆川村、寺尾村を編入 | 1957年3月31日 栃木市 合併 下都賀郡国府村を編入 | 2010年3月29日 栃木市               | 栃木市                    |
| 下都賀郡 | 風野村                       | 1889年4月1日 下都賀郡 栃木町      | 1937年4月1日 栃木市 市制                               | 1954年9月30日 栃木市 合併 下都賀郡大宮村、吹上村、皆川村、寺尾村を編入 | 1957年3月31日 栃木市 合併 下都賀郡国府村を編入 | 2010年3月29日 栃木市               | 栃木市                    |
| 下都賀郡 | 大杉新田                     | 1889年4月1日 下都賀郡 栃木町      | 1937年4月1日 栃木市 市制                               | 1954年9月30日 栃木市 合併 下都賀郡大宮村、吹上村、皆川村、寺尾村を編入 | 1957年3月31日 栃木市 合併 下都賀郡国府村を編入 | 2010年3月29日 栃木市               | 栃木市                    |
| 下都賀郡 | 平柳村                       | 1889年4月1日 下都賀郡 栃木町      | 1937年4月1日 栃木市 市制                               | 1954年9月30日 栃木市 合併 下都賀郡大宮村、吹上村、皆川村、寺尾村を編入 | 1957年3月31日 栃木市 合併 下都賀郡国府村を編入 | 2010年3月29日 栃木市               | 栃木市                    |
| 下都賀郡 | 1889年4月1日 下都賀郡 大宮村 | 大宮村                            |                                                        | 1954年9月30日 栃木市 合併 下都賀郡大宮村、吹上村、皆川村、寺尾村を編入 | 1957年3月31日 栃木市 合併 下都賀郡国府村を編入 | 2010年3月29日 栃木市               | 栃木市                    |
| 下都賀郡 | 1889年4月1日 下都賀郡 大宮村 | 大宮村                            | 大宮村                                                 | 1954年9月30日 栃木市 合併 下都賀郡大宮村、吹上村、皆川村、寺尾村を編入 | 1957年3月31日 栃木市 合併 下都賀郡国府村を編入 | 2010年3月29日 栃木市               | 栃木市                    |
| 下都賀郡 | 1889年4月1日 下都賀郡 大宮村 | 大宮村                            | 今泉村                                                 | 1954年9月30日 栃木市 合併 下都賀郡大宮村、吹上村、皆川村、寺尾村を編入 | 1957年3月31日 栃木市 合併 下都賀郡国府村を編入 | 2010年3月29日 栃木市               | 栃木市                    |
| 下都賀郡 | 1889年4月1日 下都賀郡 大宮村 | 大宮村                            | 藤田村                                                 | 1954年9月30日 栃木市 合併 下都賀郡大宮村、吹上村、皆川村、寺尾村を編入 | 1957年3月31日 栃木市 合併 下都賀郡国府村を編入 | 2010年3月29日 栃木市               | 栃木市                    |
| 下都賀郡 | 1889年4月1日 下都賀郡 大宮村 | 大宮村                            | 宮田村                                                 | 1954年9月30日 栃木市 合併 下都賀郡大宮村、吹上村、皆川村、寺尾村を編入 | 1957年3月31日 栃木市 合併 下都賀郡国府村を編入 | 2010年3月29日 栃木市               | 栃木市                    |
| 下都賀郡 | 1889年4月1日 下都賀郡 大宮村 | 大宮村                            | 仲仕上村                                               | 1954年9月30日 栃木市 合併 下都賀郡大宮村、吹上村、皆川村、寺尾村を編入 | 1957年3月31日 栃木市 合併 下都賀郡国府村を編入 | 2010年3月29日 栃木市               | 栃木市                    |
| 下都賀郡 | 1889年4月1日 下都賀郡 大宮村 | 大宮村                            | 樋ノ口村                                               | 1954年9月30日 栃木市 合併 下都賀郡大宮村、吹上村、皆川村、寺尾村を編入 | 1957年3月31日 栃木市 合併 下都賀郡国府村を編入 | 2010年3月29日 栃木市               | 栃木市                    |
| 下都賀郡 | 1889年4月1日 下都賀郡 大宮村 | 大宮村                            | 高谷村                                                 | 1954年9月30日 栃木市 合併 下都賀郡大宮村、吹上村、皆川村、寺尾村を編入 | 1957年3月31日 栃木市 合併 下都賀郡国府村を編入 | 2010年3月29日 栃木市               | 栃木市                    |
| 下都賀郡 | 1889年4月1日 下都賀郡 大宮村 | 大宮村                            | 窪田村                                                 | 1954年9月30日 栃木市 合併 下都賀郡大宮村、吹上村、皆川村、寺尾村を編入 | 1957年3月31日 栃木市 合併 下都賀郡国府村を編入 | 2010年3月29日 栃木市               | 栃木市                    |
| 下都賀郡 | 皆川城内村                   | 1889年4月1日 下都賀郡 皆川村      | 皆川村                                                 | 1954年9月30日 栃木市 合併 下都賀郡大宮村、吹上村、皆川村、寺尾村を編入 | 1957年3月31日 栃木市 合併 下都賀郡国府村を編入 | 2010年3月29日 栃木市               | 栃木市                    |
| 下都賀郡 | 大皆川村                     | 1889年4月1日 下都賀郡 皆川村      | 皆川村                                                 | 1954年9月30日 栃木市 合併 下都賀郡大宮村、吹上村、皆川村、寺尾村を編入 | 1957年3月31日 栃木市 合併 下都賀郡国府村を編入 | 2010年3月29日 栃木市               | 栃木市                    |
| 下都賀郡 | 新井村                       | 1889年4月1日 下都賀郡 皆川村      | 皆川村                                                 | 1954年9月30日 栃木市 合併 下都賀郡大宮村、吹上村、皆川村、寺尾村を編入 | 1957年3月31日 栃木市 合併 下都賀郡国府村を編入 | 2010年3月29日 栃木市               | 栃木市                    |
| 下都賀郡 | 泉川村                       | 1889年4月1日 下都賀郡 皆川村      | 皆川村                                                 | 1954年9月30日 栃木市 合併 下都賀郡大宮村、吹上村、皆川村、寺尾村を編入 | 1957年3月31日 栃木市 合併 下都賀郡国府村を編入 | 2010年3月29日 栃木市               | 栃木市                    |
| 下都賀郡 | 岩出村                       | 1889年4月1日 下都賀郡 皆川村      | 皆川村                                                 | 1954年9月30日 栃木市 合併 下都賀郡大宮村、吹上村、皆川村、寺尾村を編入 | 1957年3月31日 栃木市 合併 下都賀郡国府村を編入 | 2010年3月29日 栃木市               | 栃木市                    |
| 下都賀郡 | 志鳥村                       | 1889年4月1日 下都賀郡 皆川村      | 皆川村                                                 | 1954年9月30日 栃木市 合併 下都賀郡大宮村、吹上村、皆川村、寺尾村を編入 | 1957年3月31日 栃木市 合併 下都賀郡国府村を編入 | 2010年3月29日 栃木市               | 栃木市                    |
| 下都賀郡 | 小野口村                     | 1889年4月1日 下都賀郡 皆川村      | 皆川村                                                 | 1954年9月30日 栃木市 合併 下都賀郡大宮村、吹上村、皆川村、寺尾村を編入 | 1957年3月31日 栃木市 合併 下都賀郡国府村を編入 | 2010年3月29日 栃木市               | 栃木市                    |
| 下都賀郡 | 柏倉村                       | 1889年4月1日 下都賀郡 皆川村      | 皆川村                                                 | 1954年9月30日 栃木市 合併 下都賀郡大宮村、吹上村、皆川村、寺尾村を編入 | 1957年3月31日 栃木市 合併 下都賀郡国府村を編入 | 2010年3月29日 栃木市               | 栃木市                    |
| 下都賀郡 | 吹上村                       | 1889年4月1日 下都賀郡 吹上村      | 吹上村                                                 | 1954年9月30日 栃木市 合併 下都賀郡大宮村、吹上村、皆川村、寺尾村を編入 | 1957年3月31日 栃木市 合併 下都賀郡国府村を編入 | 2010年3月29日 栃木市               | 栃木市                    |
| 下都賀郡 | 細堀村                       | 1889年4月1日 下都賀郡 吹上村      | 吹上村                                                 | 1954年9月30日 栃木市 合併 下都賀郡大宮村、吹上村、皆川村、寺尾村を編入 | 1957年3月31日 栃木市 合併 下都賀郡国府村を編入 | 2010年3月29日 栃木市               | 栃木市                    |
| 下都賀郡 | 木野地村                     | 1889年4月1日 下都賀郡 吹上村      | 吹上村                                                 | 1954年9月30日 栃木市 合併 下都賀郡大宮村、吹上村、皆川村、寺尾村を編入 | 1957年3月31日 栃木市 合併 下都賀郡国府村を編入 | 2010年3月29日 栃木市               | 栃木市                    |
| 下都賀郡 | 川原田村                     | 1889年4月1日 下都賀郡 吹上村      | 吹上村                                                 | 1954年9月30日 栃木市 合併 下都賀郡大宮村、吹上村、皆川村、寺尾村を編入 | 1957年3月31日 栃木市 合併 下都賀郡国府村を編入 | 2010年3月29日 栃木市               | 栃木市                    |
| 下都賀郡 | 野中村                       | 1889年4月1日 下都賀郡 吹上村      | 吹上村                                                 | 1954年9月30日 栃木市 合併 下都賀郡大宮村、吹上村、皆川村、寺尾村を編入 | 1957年3月31日 栃木市 合併 下都賀郡国府村を編入 | 2010年3月29日 栃木市               | 栃木市                    |
| 下都賀郡 | 宮村                         | 1889年4月1日 下都賀郡 吹上村      | 吹上村                                                 | 1954年9月30日 栃木市 合併 下都賀郡大宮村、吹上村、皆川村、寺尾村を編入 | 1957年3月31日 栃木市 合併 下都賀郡国府村を編入 | 2010年3月29日 栃木市               | 栃木市                    |
| 下都賀郡 | 千塚村                       | 1889年4月1日 下都賀郡 吹上村      | 吹上村                                                 | 1954年9月30日 栃木市 合併 下都賀郡大宮村、吹上村、皆川村、寺尾村を編入 | 1957年3月31日 栃木市 合併 下都賀郡国府村を編入 | 2010年3月29日 栃木市               | 栃木市                    |
| 下都賀郡 | 大森村                       | 1889年4月1日 下都賀郡 吹上村      | 吹上村                                                 | 1954年9月30日 栃木市 合併 下都賀郡大宮村、吹上村、皆川村、寺尾村を編入 | 1957年3月31日 栃木市 合併 下都賀郡国府村を編入 | 2010年3月29日 栃木市               | 栃木市                    |
| 下都賀郡 | 仲方村                       | 1889年4月1日 下都賀郡 吹上村      | 吹上村                                                 | 1954年9月30日 栃木市 合併 下都賀郡大宮村、吹上村、皆川村、寺尾村を編入 | 1957年3月31日 栃木市 合併 下都賀郡国府村を編入 | 2010年3月29日 栃木市               | 栃木市                    |
| 下都賀郡 | 梓村                         | 1889年4月1日 下都賀郡 吹上村      | 吹上村                                                 | 1954年9月30日 栃木市 合併 下都賀郡大宮村、吹上村、皆川村、寺尾村を編入 | 1957年3月31日 栃木市 合併 下都賀郡国府村を編入 | 2010年3月29日 栃木市               | 栃木市                    |
| 下都賀郡 | 梅沢村                       | 1889年4月1日 下都賀郡 寺尾村      | 寺尾村                                                 | 1954年9月30日 栃木市 合併 下都賀郡大宮村、吹上村、皆川村、寺尾村を編入 | 1957年3月31日 栃木市 合併 下都賀郡国府村を編入 | 2010年3月29日 栃木市               | 栃木市                    |
| 下都賀郡 | 出流村                       | 1889年4月1日 下都賀郡 寺尾村      | 寺尾村                                                 | 1954年9月30日 栃木市 合併 下都賀郡大宮村、吹上村、皆川村、寺尾村を編入 | 1957年3月31日 栃木市 合併 下都賀郡国府村を編入 | 2010年3月29日 栃木市               | 栃木市                    |
| 下都賀郡 | 星野村                       | 1889年4月1日 下都賀郡 寺尾村      | 寺尾村                                                 | 1954年9月30日 栃木市 合併 下都賀郡大宮村、吹上村、皆川村、寺尾村を編入 | 1957年3月31日 栃木市 合併 下都賀郡国府村を編入 | 2010年3月29日 栃木市               | 栃木市                    |
| 下都賀郡 | 鍋山村                       | 1889年4月1日 下都賀郡 寺尾村      | 寺尾村                                                 | 1954年9月30日 栃木市 合併 下都賀郡大宮村、吹上村、皆川村、寺尾村を編入 | 1957年3月31日 栃木市 合併 下都賀郡国府村を編入 | 2010年3月29日 栃木市               | 栃木市                    |
| 下都賀郡 | 大久保村                     | 1889年4月1日 下都賀郡 寺尾村      | 寺尾村                                                 | 1954年9月30日 栃木市 合併 下都賀郡大宮村、吹上村、皆川村、寺尾村を編入 | 1957年3月31日 栃木市 合併 下都賀郡国府村を編入 | 2010年3月29日 栃木市               | 栃木市                    |
| 下都賀郡 | 尻内村                       | 1889年4月1日 下都賀郡 寺尾村      | 寺尾村                                                 | 1954年9月30日 栃木市 合併 下都賀郡大宮村、吹上村、皆川村、寺尾村を編入 | 1957年3月31日 栃木市 合併 下都賀郡国府村を編入 | 2010年3月29日 栃木市               | 栃木市                    |
| 下都賀郡 | 国府村                       | 1889年4月1日 下都賀郡 国府村      | 国府村                                                 | 国府村                                                                 | 1957年3月31日 栃木市 合併 下都賀郡国府村を編入 | 2010年3月29日 栃木市               | 栃木市                    |
| 下都賀郡 | 惣社村                       | 1889年4月1日 下都賀郡 国府村      | 国府村                                                 | 国府村                                                                 | 1957年3月31日 栃木市 合併 下都賀郡国府村を編入 | 2010年3月29日 栃木市               | 栃木市                    |
| 下都賀郡 | 大光寺村                     | 1889年4月1日 下都賀郡 国府村      | 国府村                                                 | 国府村                                                                 | 1957年3月31日 栃木市 合併 下都賀郡国府村を編入 | 2010年3月29日 栃木市               | 栃木市                    |
| 下都賀郡 | 田村                         | 1889年4月1日 下都賀郡 国府村      | 国府村                                                 | 国府村                                                                 | 1957年3月31日 栃木市 合併 下都賀郡国府村を編入 | 2010年3月29日 栃木市               | 栃木市                    |
| 下都賀郡 | 寄居村                       | 1889年4月1日 下都賀郡 国府村      | 国府村                                                 | 国府村                                                                 | 1957年3月31日 栃木市 合併 下都賀郡国府村を編入 | 2010年3月29日 栃木市               | 栃木市                    |
| 下都賀郡 | 大塚村                       | 1889年4月1日 下都賀郡 国府村      | 国府村                                                 | 国府村                                                                 | 1957年3月31日 栃木市 合併 下都賀郡国府村を編入 | 2010年3月29日 栃木市               | 栃木市                    |
| 下都賀郡 | 柳原新田                     | 1889年4月1日 下都賀郡 国府村      | 国府村                                                 | 国府村                                                                 | 1957年3月31日 栃木市 合併 下都賀郡国府村を編入 | 2010年3月29日 栃木市               | 栃木市                    |
| 下都賀郡 | 横堀村                       | 1889年4月1日 下都賀郡 瑞穂村      | 瑞穂村                                                 | 1956年9月30日 下都賀郡 大平村                                          | 1961年11月3日 下都賀郡 大平町 町制             | 2010年3月29日 栃木市               | 栃木市                    |
| 下都賀郡 | 北武井村                     | 1889年4月1日 下都賀郡 瑞穂村      | 瑞穂村                                                 | 1956年9月30日 下都賀郡 大平村                                          | 1961年11月3日 下都賀郡 大平町 町制             | 2010年3月29日 栃木市               | 栃木市                    |
| 下都賀郡 | 上高島村                     | 1889年4月1日 下都賀郡 瑞穂村      | 瑞穂村                                                 | 1956年9月30日 下都賀郡 大平村                                          | 1961年11月3日 下都賀郡 大平町 町制             | 2010年3月29日 栃木市               | 栃木市                    |
| 下都賀郡 | 下高島村                     | 1889年4月1日 下都賀郡 瑞穂村      | 瑞穂村                                                 | 1956年9月30日 下都賀郡 大平村                                          | 1961年11月3日 下都賀郡 大平町 町制             | 2010年3月29日 栃木市               | 栃木市                    |
| 下都賀郡 | 牛久村                       | 1889年4月1日 下都賀郡 瑞穂村      | 瑞穂村                                                 | 1956年9月30日 下都賀郡 大平村                                          | 1961年11月3日 下都賀郡 大平町 町制             | 2010年3月29日 栃木市               | 栃木市                    |
| 下都賀郡 | 蔵井村                       | 1889年4月1日 下都賀郡 瑞穂村      | 瑞穂村                                                 | 1956年9月30日 下都賀郡 大平村                                          | 1961年11月3日 下都賀郡 大平町 町制             | 2010年3月29日 栃木市               | 栃木市                    |
| 下都賀郡 | 土与村                       | 1889年4月1日 下都賀郡 瑞穂村      | 瑞穂村                                                 | 1956年9月30日 下都賀郡 大平村                                          | 1961年11月3日 下都賀郡 大平町 町制             | 2010年3月29日 栃木市               | 栃木市                    |
| 下都賀郡 | 川連村                       | 1889年4月1日 下都賀郡 瑞穂村      | 瑞穂村                                                 | 1956年9月30日 下都賀郡 大平村                                          | 1961年11月3日 下都賀郡 大平町 町制             | 2010年3月29日 栃木市               | 栃木市                    |
| 下都賀郡 | 真弓村                       | 1889年4月1日 下都賀郡 瑞穂村      | 瑞穂村                                                 | 1956年9月30日 下都賀郡 大平村                                          | 1961年11月3日 下都賀郡 大平町 町制             | 2010年3月29日 栃木市               | 栃木市                    |
| 下都賀郡 | 西水代村                     | 1889年4月1日 下都賀郡 水代村      | 水代村                                                 | 1956年9月30日 下都賀郡 大平村                                          | 1961年11月3日 下都賀郡 大平町 町制             | 2010年3月29日 栃木市               | 栃木市                    |
| 下都賀郡 | 榎本村                       | 1889年4月1日 下都賀郡 水代村      | 水代村                                                 | 1956年9月30日 下都賀郡 大平村                                          | 1961年11月3日 下都賀郡 大平町 町制             | 2010年3月29日 栃木市               | 栃木市                    |
| 下都賀郡 | 伯仲村                       | 1889年4月1日 下都賀郡 水代村      | 水代村                                                 | 1956年9月30日 下都賀郡 大平村                                          | 1961年11月3日 下都賀郡 大平町 町制             | 2010年3月29日 栃木市               | 栃木市                    |
| 下都賀郡 | 西野田村                     | 1889年4月1日 下都賀郡 水代村      | 水代村                                                 | 1956年9月30日 下都賀郡 大平村                                          | 1961年11月3日 下都賀郡 大平町 町制             | 2010年3月29日 栃木市               | 栃木市                    |
| 下都賀郡 | 新村                         | 1889年4月1日 下都賀郡 水代村      | 水代村                                                 | 1956年9月30日 下都賀郡 大平村                                          | 1961年11月3日 下都賀郡 大平町 町制             | 2010年3月29日 栃木市               | 栃木市                    |
| 下都賀郡 | 富山村                       | 1889年4月1日 下都賀郡 富山村      | 富山村                                                 | 1956年9月30日 下都賀郡 大平村                                          | 1961年11月3日 下都賀郡 大平町 町制             | 2010年3月29日 栃木市               | 栃木市                    |
| 下都賀郡 | 西山田村                     | 1889年4月1日 下都賀郡 富山村      | 富山村                                                 | 1956年9月30日 下都賀郡 大平村                                          | 1961年11月3日 下都賀郡 大平町 町制             | 2010年3月29日 栃木市               | 栃木市                    |
| 下都賀郡 | 下皆川村                     | 1889年4月1日 下都賀郡 富山村      | 富山村                                                 | 1956年9月30日 下都賀郡 大平村                                          | 1961年11月3日 下都賀郡 大平町 町制             | 2010年3月29日 栃木市               | 栃木市                    |
| 下都賀郡 | 藤岡村                       | 1889年4月1日 下都賀郡 藤岡町 町制 | 1906年7月1日 下都賀郡 藤岡町 合併 下都賀郡谷中村を編入 | 1955年4月1日 下都賀郡 藤岡町                                           | 1955年4月1日 下都賀郡 藤岡町                   | 2010年3月29日 栃木市               | 栃木市                    |
| 下都賀郡 | 下宮村                       | 1889年4月1日 下都賀郡 谷中村      | 1906年7月1日 下都賀郡 藤岡町 合併 下都賀郡谷中村を編入 | 1955年4月1日 下都賀郡 藤岡町                                           | 1955年4月1日 下都賀郡 藤岡町                   | 2010年3月29日 栃木市               | 栃木市                    |
| 下都賀郡 | 内野村                       | 1889年4月1日 下都賀郡 谷中村      | 1906年7月1日 下都賀郡 藤岡町 合併 下都賀郡谷中村を編入 | 1955年4月1日 下都賀郡 藤岡町                                           | 1955年4月1日 下都賀郡 藤岡町                   | 2010年3月29日 栃木市               | 栃木市                    |
| 下都賀郡 | 恵下野村                     | 1889年4月1日 下都賀郡 谷中村      | 1906年7月1日 下都賀郡 藤岡町 合併 下都賀郡谷中村を編入 | 1955年4月1日 下都賀郡 藤岡町                                           | 1955年4月1日 下都賀郡 藤岡町                   | 2010年3月29日 栃木市               | 栃木市                    |
| 下都賀郡 | 部屋村                       | 1889年4月1日 下都賀郡 部屋村      | 部屋村                                                 | 1955年4月1日 下都賀郡 藤岡町                                           | 1955年4月1日 下都賀郡 藤岡町                   | 2010年3月29日 栃木市               | 栃木市                    |
| 下都賀郡 | 緑川村                       | 1889年4月1日 下都賀郡 部屋村      | 部屋村                                                 | 1955年4月1日 下都賀郡 藤岡町                                           | 1955年4月1日 下都賀郡 藤岡町                   | 2010年3月29日 栃木市               | 栃木市                    |
| 下都賀郡 | 新波村                       | 1889年4月1日 下都賀郡 部屋村      | 部屋村                                                 | 1955年4月1日 下都賀郡 藤岡町                                           | 1955年4月1日 下都賀郡 藤岡町                   | 2010年3月29日 栃木市               | 栃木市                    |
| 下都賀郡 | 西前原村                     | 1889年4月1日 下都賀郡 部屋村      | 部屋村                                                 | 1955年4月1日 下都賀郡 藤岡町                                           | 1955年4月1日 下都賀郡 藤岡町                   | 2010年3月29日 栃木市               | 栃木市                    |
| 下都賀郡 | 蛭沼村                       | 1889年4月1日 下都賀郡 部屋村      | 部屋村                                                 | 1955年4月1日 下都賀郡 藤岡町                                           | 1955年4月1日 下都賀郡 藤岡町                   | 2010年3月29日 栃木市               | 栃木市                    |
| 下都賀郡 | 富吉村                       | 1889年4月1日 下都賀郡 部屋村      | 部屋村                                                 | 1955年4月1日 下都賀郡 藤岡町                                           | 1955年4月1日 下都賀郡 藤岡町                   | 2010年3月29日 栃木市               | 栃木市                    |
| 下都賀郡 | 石川新田                     | 1889年4月1日 下都賀郡 部屋村      | 部屋村                                                 | 1955年4月1日 下都賀郡 藤岡町                                           | 1955年4月1日 下都賀郡 藤岡町                   | 2010年3月29日 栃木市               | 栃木市                    |
| 下都賀郡 | 帯刀新田                     | 1889年4月1日 下都賀郡 部屋村      | 部屋村                                                 | 1955年4月1日 下都賀郡 藤岡町                                           | 1955年4月1日 下都賀郡 藤岡町                   | 2010年3月29日 栃木市               | 栃木市                    |
| 下都賀郡 | 赤麻村                       | 1889年4月1日 下都賀郡 赤麻村      | 赤麻村                                                 | 1955年4月1日 下都賀郡 藤岡町                                           | 1955年4月1日 下都賀郡 藤岡町                   | 2010年3月29日 栃木市               | 栃木市                    |
| 下都賀郡 | 大前村                       | 1889年4月1日 下都賀郡 赤麻村      | 赤麻村                                                 | 1955年4月1日 下都賀郡 藤岡町                                           | 1955年4月1日 下都賀郡 藤岡町                   | 2010年3月29日 栃木市               | 栃木市                    |
| 下都賀郡 | 大和田村                     | 1889年4月1日 下都賀郡 三鴨村      | 三鴨村                                                 | 1955年4月1日 下都賀郡 藤岡町                                           | 1955年4月1日 下都賀郡 藤岡町                   | 2010年3月29日 栃木市               | 栃木市                    |
| 下都賀郡 | 甲村                         | 1889年4月1日 下都賀郡 三鴨村      | 三鴨村                                                 | 1955年4月1日 下都賀郡 藤岡町                                           | 1955年4月1日 下都賀郡 藤岡町                   | 2010年3月29日 栃木市               | 栃木市                    |
| 下都賀郡 | 都賀村                       | 1889年4月1日 下都賀郡 三鴨村      | 三鴨村                                                 | 1955年4月1日 下都賀郡 藤岡町                                           | 1955年4月1日 下都賀郡 藤岡町                   | 2010年3月29日 栃木市               | 栃木市                    |
| 下都賀郡 | 太田村                       | 1889年4月1日 下都賀郡 三鴨村      | 三鴨村                                                 | 1955年4月1日 下都賀郡 藤岡町                                           | 1955年4月1日 下都賀郡 藤岡町                   | 2010年3月29日 栃木市               | 栃木市                    |
| 下都賀郡 | 木村                         | 1889年4月1日 下都賀郡 赤津村      | 赤津村                                                 | 1955年4月1日 下都賀郡 都賀村                                           | 1963年11月3日 下都賀郡 都賀町 町制             | 2010年3月29日 栃木市               | 栃木市                    |
| 下都賀郡 | 富張村                       | 1889年4月1日 下都賀郡 赤津村      | 赤津村                                                 | 1955年4月1日 下都賀郡 都賀村                                           | 1963年11月3日 下都賀郡 都賀町 町制             | 2010年3月29日 栃木市               | 栃木市                    |
| 下都賀郡 | 臼窪村                       | 1889年4月1日 下都賀郡 赤津村      | 赤津村                                                 | 1955年4月1日 下都賀郡 都賀村                                           | 1963年11月3日 下都賀郡 都賀町 町制             | 2010年3月29日 栃木市               | 栃木市                    |
| 下都賀郡 | 大橋村                       | 1889年4月1日 下都賀郡 赤津村      | 赤津村                                                 | 1955年4月1日 下都賀郡 都賀村                                           | 1963年11月3日 下都賀郡 都賀町 町制             | 2010年3月29日 栃木市               | 栃木市                    |
| 下都賀郡 | 深沢村                       | 1889年4月1日 下都賀郡 赤津村      | 赤津村                                                 | 1955年4月1日 下都賀郡 都賀村                                           | 1963年11月3日 下都賀郡 都賀町 町制             | 2010年3月29日 栃木市               | 栃木市                    |
| 下都賀郡 | 大柿村                       | 1889年4月1日 下都賀郡 赤津村      | 赤津村                                                 | 1955年4月1日 下都賀郡 都賀村                                           | 1963年11月3日 下都賀郡 都賀町 町制             | 2010年3月29日 栃木市               | 栃木市                    |
| 下都賀郡 | 原宿村                       | 1889年4月1日 下都賀郡 赤津村      | 赤津村                                                 | 1955年4月1日 下都賀郡 都賀村                                           | 1963年11月3日 下都賀郡 都賀町 町制             | 2010年3月29日 栃木市               | 栃木市                    |
| 下都賀郡 | 家中村                       | 1889年4月1日 下都賀郡 家中村      | 家中村                                                 | 1955年4月1日 下都賀郡 都賀村                                           | 1963年11月3日 下都賀郡 都賀町 町制             | 2010年3月29日 栃木市               | 栃木市                    |
| 下都賀郡 | 合戦場村                     | 1889年4月1日 下都賀郡 家中村      | 家中村                                                 | 1955年4月1日 下都賀郡 都賀村                                           | 1963年11月3日 下都賀郡 都賀町 町制             | 2010年3月29日 栃木市               | 栃木市                    |
| 下都賀郡 | 升塚村                       | 1889年4月1日 下都賀郡 家中村      | 家中村                                                 | 1955年4月1日 下都賀郡 都賀村                                           | 1963年11月3日 下都賀郡 都賀町 町制             | 2010年3月29日 栃木市               | 栃木市                    |
| 下都賀郡 | 平川村                       | 1889年4月1日 下都賀郡 家中村      | 家中村                                                 | 1955年4月1日 下都賀郡 都賀村                                           | 1963年11月3日 下都賀郡 都賀町 町制             | 2010年3月29日 栃木市               | 栃木市                    |
| 下都賀郡 | 和泉村                       | 1889年4月1日 下都賀郡 静和村      | 1956年9月30日 下都賀郡 岩舟村                          | 1962年4月1日 下都賀郡 岩舟町 町制                                      | 1962年4月1日 下都賀郡 岩舟町 町制              | 1962年4月1日 下都賀郡 岩舟町 町制  | 2014年4月5日 編入 栃木市  |
| 下都賀郡 | 三和村                       | 1889年4月1日 下都賀郡 静和村      | 1956年9月30日 下都賀郡 岩舟村                          | 1962年4月1日 下都賀郡 岩舟町 町制                                      | 1962年4月1日 下都賀郡 岩舟町 町制              | 1962年4月1日 下都賀郡 岩舟町 町制  | 2014年4月5日 編入 栃木市  |
| 下都賀郡 | 静戸村                       | 1889年4月1日 下都賀郡 静和村      | 1956年9月30日 下都賀郡 岩舟村                          | 1962年4月1日 下都賀郡 岩舟町 町制                                      | 1962年4月1日 下都賀郡 岩舟町 町制              | 1962年4月1日 下都賀郡 岩舟町 町制  | 2014年4月5日 編入 栃木市  |
| 下都賀郡 | 五十畑村                     | 1889年4月1日 下都賀郡 静和村      | 1956年9月30日 下都賀郡 岩舟村                          | 1962年4月1日 下都賀郡 岩舟町 町制                                      | 1962年4月1日 下都賀郡 岩舟町 町制              | 1962年4月1日 下都賀郡 岩舟町 町制  | 2014年4月5日 編入 栃木市  |
| 下都賀郡 | 曲ケ島村                     | 1889年4月1日 下都賀郡 静和村      | 1956年9月30日 下都賀郡 岩舟村                          | 1962年4月1日 下都賀郡 岩舟町 町制                                      | 1962年4月1日 下都賀郡 岩舟町 町制              | 1962年4月1日 下都賀郡 岩舟町 町制  | 2014年4月5日 編入 栃木市  |
| 下都賀郡 | 静村                         | 1889年4月1日 下都賀郡 岩舟村      | 1956年9月30日 下都賀郡 岩舟村                          | 1962年4月1日 下都賀郡 岩舟町 町制                                      | 1962年4月1日 下都賀郡 岩舟町 町制              | 1962年4月1日 下都賀郡 岩舟町 町制  | 2014年4月5日 編入 栃木市  |
| 下都賀郡 | 鷲巣村                       | 1889年4月1日 下都賀郡 岩舟村      | 1956年9月30日 下都賀郡 岩舟村                          | 1962年4月1日 下都賀郡 岩舟町 町制                                      | 1962年4月1日 下都賀郡 岩舟町 町制              | 1962年4月1日 下都賀郡 岩舟町 町制  | 2014年4月5日 編入 栃木市  |
| 下都賀郡 | 畳岡村                       | 1889年4月1日 下都賀郡 岩舟村      | 1956年9月30日 下都賀郡 岩舟村                          | 1962年4月1日 下都賀郡 岩舟町 町制                                      | 1962年4月1日 下都賀郡 岩舟町 町制              | 1962年4月1日 下都賀郡 岩舟町 町制  | 2014年4月5日 編入 栃木市  |
| 下都賀郡 | 下津原村                     | 1889年4月1日 下都賀郡 岩舟村      | 1956年9月30日 下都賀郡 岩舟村                          | 1962年4月1日 下都賀郡 岩舟町 町制                                      | 1962年4月1日 下都賀郡 岩舟町 町制              | 1962年4月1日 下都賀郡 岩舟町 町制  | 2014年4月5日 編入 栃木市  |
| 下都賀郡 | 小野寺村                     | 1889年4月1日 下都賀郡 小野寺村    | 1956年9月30日 下都賀郡 岩舟村                          | 1962年4月1日 下都賀郡 岩舟町 町制                                      | 1962年4月1日 下都賀郡 岩舟町 町制              | 1962年4月1日 下都賀郡 岩舟町 町制  | 2014年4月5日 編入 栃木市  |
| 下都賀郡 | 古江村                       | 1889年4月1日 下都賀郡 小野寺村    | 1956年9月30日 下都賀郡 岩舟村                          | 1962年4月1日 下都賀郡 岩舟町 町制                                      | 1962年4月1日 下都賀郡 岩舟町 町制              | 1962年4月1日 下都賀郡 岩舟町 町制  | 2014年4月5日 編入 栃木市  |
| 下都賀郡 | 上岡村                       | 1889年4月1日 下都賀郡 小野寺村    | 1956年9月30日 下都賀郡 岩舟村                          | 1962年4月1日 下都賀郡 岩舟町 町制                                      | 1962年4月1日 下都賀郡 岩舟町 町制              | 1962年4月1日 下都賀郡 岩舟町 町制  | 2014年4月5日 編入 栃木市  |
| 下都賀郡 | 下岡村                       | 1889年4月1日 下都賀郡 小野寺村    | 1956年9月30日 下都賀郡 岩舟村                          | 1962年4月1日 下都賀郡 岩舟町 町制                                      | 1962年4月1日 下都賀郡 岩舟町 町制              | 1962年4月1日 下都賀郡 岩舟町 町制  | 2014年4月5日 編入 栃木市  |
| 下都賀郡 | 三谷村                       | 1889年4月1日 下都賀郡 小野寺村    | 1956年9月30日 下都賀郡 岩舟村                          | 1962年4月1日 下都賀郡 岩舟町 町制                                      | 1962年4月1日 下都賀郡 岩舟町 町制              | 1962年4月1日 下都賀郡 岩舟町 町制  | 2014年4月5日 編入 栃木市  |
| 下都賀郡 | 新里村                       | 1889年4月1日 下都賀郡 小野寺村    | 1956年9月30日 下都賀郡 岩舟村                          | 1962年4月1日 下都賀郡 岩舟町 町制                                      | 1962年4月1日 下都賀郡 岩舟町 町制              | 1962年4月1日 下都賀郡 岩舟町 町制  | 2014年4月5日 編入 栃木市  |
| 上都賀郡 | 金崎村                       | 1889年4月1日 上都賀郡 西方村      | 西方村                                                 | 1955年4月27日 上都賀郡 西方村                                          | 1955年4月27日 上都賀郡 西方村                  | 1994年10月1日 上都賀郡 西方町 町制 | 2011年10月1日 編入 栃木市 |
| 上都賀郡 | 本城村                       | 1889年4月1日 上都賀郡 西方村      | 西方村                                                 | 1955年4月27日 上都賀郡 西方村                                          | 1955年4月27日 上都賀郡 西方村                  | 1994年10月1日 上都賀郡 西方町 町制 | 2011年10月1日 編入 栃木市 |
| 上都賀郡 | 元村                         | 1889年4月1日 上都賀郡 西方村      | 西方村                                                 | 1955年4月27日 上都賀郡 西方村                                          | 1955年4月27日 上都賀郡 西方村                  | 1994年10月1日 上都賀郡 西方町 町制 | 2011年10月1日 編入 栃木市 |
| 上都賀郡 | 金井村                       | 1889年4月1日 上都賀郡 西方村      | 西方村                                                 | 1955年4月27日 上都賀郡 西方村                                          | 1955年4月27日 上都賀郡 西方村                  | 1994年10月1日 上都賀郡 西方町 町制 | 2011年10月1日 編入 栃木市 |
| 上都賀郡 | 本郷村                       | 1889年4月1日 上都賀郡 西方村      | 西方村                                                 | 1955年4月27日 上都賀郡 西方村                                          | 1955年4月27日 上都賀郡 西方村                  | 1994年10月1日 上都賀郡 西方町 町制 | 2011年10月1日 編入 栃木市 |
| 上都賀郡 | 真名子村                     | 1889年4月1日 上都賀郡 真名子村    | 真名子村                                               | 1955年4月27日 上都賀郡 西方村                                          | 1955年4月27日 上都賀郡 西方村                  | 1994年10月1日 上都賀郡 西方町 町制 | 2011年10月1日 編入 栃木市 |

### 旧・栃木市
1937年（昭和12年）に市制を施行した旧・栃木市は、2010年（平成22年）3月29日の下都賀郡大平町、同郡藤岡町、同郡都賀町との新設合併を以て廃止された。同時に新設された現・栃木市とは異なる自治体である。
歴代市長
| 代   | 氏名         | 就任年月日                | 退任年月日                |
| ---- | ------------ | ------------------------- | ------------------------- |
| 初代 | 榊原経武     | 1937年（昭和12年）7月3日  | 1939年（昭和14年）6月15日 |
| 2代  | 横山定吉     | 1939年（昭和14年）11月2日 | 1939年（昭和14年）12月4日 |
| 3代  | 長谷川調七   | 1940年（昭和15年）3月7日  | 1941年（昭和16年）4月15日 |
| 4代  | 高橋延寿     | 1941年（昭和16年）7月7日  | 1945年（昭和20年）7月6日  |
| 5代  | 大島定吉     | 1945年（昭和20年）7月20日 | 1946年（昭和21年）3月15日 |
| 6代  | 小根沢登馬雄 | 1946年（昭和21年）7月10日 | 1951年（昭和26年）4月4日  |
| 7代  | 栃木理一     | 1951年（昭和26年）4月24日 | 1955年（昭和30年）1月25日 |
| 8代  | 大島定吉     | 1955年（昭和30年）3月16日 | 1963年（昭和38年）3月15日 |
| 9代  | 金子益太郎   | 1963年（昭和38年）5月1日  | 1971年（昭和46年）4月29日 |
| 10代 | 柴新八郎     | 1971年（昭和46年）4月30日 | 1979年（昭和54年）4月29日 |
| 11代 | 永田英太郎   | 1979年（昭和54年）4月30日 | 1987年（昭和62年）4月29日 |
| 12代 | 鈴木乙一郎   | 1987年（昭和62年）4月30日 | 2003年（平成15年）4月29日 |
| 13代 | 日向野義幸   | 2003年（平成15年）4月30日 | 2010年（平成22年）3月28日 |

人口推移
| 統計年                                                    | 人口     | 備考           | グラフ |
| --------------------------------------------------------- | -------- | -------------- | ------ |
| 1920年（大正9年）                                         | 24,570人 | 第1回国勢調査  |        |
| 1925年（大正14年）                                        | 27,370人 | 第2回国勢調査  |        |
| 1930年（昭和5年）                                         | 29,684人 | 第3回国勢調査  |        |
| 1935年（昭和10年）                                        | 31,335人 | 第4回国勢調査  |        |
| 1937年（昭和12年） - 市制施行                             |          |                |        |
| 1940年（昭和15年）                                        | 31,195人 | 第5回国勢調査  |        |
| 1947年（昭和22年）                                        | 42,533人 | 臨時国勢調査   |        |
| 1950年（昭和25年）                                        | 42,248人 | 第7回国勢調査  |        |
| 1954年（昭和29年） - 下都賀郡大宮村・吹上村・寺尾村を編入 |          |                |        |
| 1955年（昭和30年）                                        | 67,924人 | 第8回国勢調査  |        |
| 1957年（昭和32年） - 下都賀郡国府村を編入                 |          |                |        |
| 1960年（昭和35年）                                        | 73,436人 | 第9回国勢調査  |        |
| 1965年（昭和40年）                                        | 74,671人 | 第10回国勢調査 |        |
| 1970年（昭和45年）                                        | 78,345人 | 第11回国勢調査 |        |
| 1975年（昭和50年）                                        | 83,189人 | 第12回国勢調査 |        |
| 1980年（昭和55年）                                        | 85,592人 | 第13回国勢調査 |        |
| 1985年（昭和60年）                                        | 86,290人 | 第14回国勢調査 |        |
| 1990年（平成2年）                                         | 86,216人 | 第15回国勢調査 |        |
| 1995年（平成7年）                                         | 85,137人 | 第16回国勢調査 |        |
| 2000年（平成12年）                                        | 83,855人 | 第17回国勢調査 |        |
| 2005年（平成17年）                                        | 82,340人 | 第18回国勢調査 |        |
| 出典：                                                    |          |                |        |

## 市政

### 市長
| 代  | 氏名     | 就任                      | 退任                      | 備考         |
| --- | -------- | ------------------------- | ------------------------- | ------------ |
| 1-2 | 鈴木俊美 | 2010年（平成22年）4月26日 | 2018年（平成30年）4月24日 | 旧・大平町長 |
| 3   | 大川秀子 | 2018年（平成30年）4月25日 |                           |              |

※2010年3月29日の新市発足から市長選挙までの間、旧藤岡町長の永島源作が市長職務執行者を務めた。

### 市議会
栃木市議会の定数は28人である。
- 市議会議員選挙区 - 2010年の1市3町での新設合併時、2011年の旧西方町の編入合併時、及び2014年の岩舟町の編入合併時のみ選挙区を設定。
  - 任期：2010年（平成22年）4月25日から2014年（平成26年）4月24日
    - 栃木選挙区（旧栃木市）：15人
    - 大平選挙区（旧大平町）：7人
    - 藤岡選挙区（旧藤岡町）：5人
    - 都賀選挙区（旧都賀町）：4人
    - 西方選挙区（旧西方町）：3人

  - 任期：2014年（平成26年）4月25日から2018年（平成30年）4月24日
    - 栃木選挙区（旧栃木市）
    - 岩舟選挙区（旧岩舟町）

会派
- 2023年（令和5年）6月16日時点

| 会派名       | 議席数 | 議員名                                                                         |
| ------------ | ------ | ------------------------------------------------------------------------------ |
| 創政会       | 2      | 小太刀孝之、福田裕司                                                           |
| 公明党議員会 | 3      | 雨宮茂樹、古沢ちい子、小久保かおる                                             |
| 自民未来     | 8      | 小平啓佑、大浦兼政、大谷好一、青木一男、松本喜一、広瀬義明、氏家晃、関口孫一郎 |
| かがやき     | 3      | 浅野貴之、坂東一敏、針谷正夫                                                   |
| 創志会       | 2      | 針谷育造、内海まさかず                                                         |
| 真政クラブ   | 7      | 川田俊介、市村隆、森戸雅孝、梅澤米満、福富善明、大阿久岩人、小堀良江           |
| 無会派       | 3      | 白石幹男、中島克訓、天谷浩明                                                   |

常任委員会
常設される常任委員会と構成人数は以下のとおり。
- 総務常任委員会：7
- 民生常任委員会：7
- 産業教育常任委員会：7
- 建設常任委員会：7

### 市役所
栃木市役所を参照。

### 消防署
- 栃木市消防本部
  - 栃木市消防署
    - 大平分署
    - 藤岡分署
    - 都賀分署
    - 西方分署
    - 岩舟分署

備考
- 2011年10月1日に上都賀郡西方町との編入合併に伴い、消防に関する事務が栃木地区広域行政事務組合から栃木市に移管され、栃木地区広域行政事務組合消防本部が栃木市消防本部となる。
- 2014年4月5日の下都賀郡岩舟町との編入合併に伴い、両市町の合併に先行して同年4月1日に岩舟町域の消防事務が佐野地区広域消防組合から移管され、佐野消防署東分署が栃木市消防署岩舟分署へ名称変更した。

### 都市宣言
- 非核平和都市宣言（2012年3月1日）
- 環境都市宣言（2012年3月23日）

### 地域自治区・地域会議制度
本庁のある地域以外の従来の旧町の住民にとって、自分たちの声が市役所に届きにくくなるのではないか、周辺の町はさびれてしまうのではないか、という合併に伴う不安の解消をすると共に、各町のまちづくりを継承できる仕組みや、地域住民の意見を市政に反映していく仕組みが必要であることから、旧大平町・旧藤岡町・旧都賀町・旧西方町・旧岩舟町の区域に平成22年3月29日（新設合併時）より平成27年3月31日まで地域自治区制度に基づいて地域自治区を設置していた。その後、地域自治区制度に代わる新たな地域自治制度として地域会議制度を栃木市地域づくり推進条例に基づいて平成27年4月1日に施行した。
地域会議設置地域及び地域会議名称
（平成27年4月から）
- 栃木中央地域 -  栃木中央地域会議
- 栃木東部地域 - 栃木東部地域会議
- 栃木西部地域 - 栃木西部地域会議
- 大平地域 - 大平地域会議
- 藤岡地域 - 藤岡地域会議
- 都賀地域 - 都賀地域会議
- 西方地域 - 西方地域会議
- 岩舟地域 - 岩舟地域会議

## 県政・国政

### 県政

#### 県の出先機関
- 栃木県庁下都賀庁舎
  - 県南県民センター
  - 栃木健康福祉センター
  - 下都賀教育事務所
  - 栃木県税事務所
  - 栃木土木事務所
- 下都賀農業振興事務所
- 県南児童相談所
- 県南食肉衛生検査所
- 県南家畜保健衛生所
- 農業試験場栃木分場
- 農業試験場いちご研究所

警察署
- 栃木県警察
  - 栃木警察署
  - 県南機動センター

### 国政

#### 国の出先機関
- 裁判所
  - 宇都宮地方裁判所 栃木支部
  - 宇都宮家庭裁判所 栃木支部
  - 栃木簡易裁判所
- 法務省
  - 宇都宮地方法務局 栃木支局
  - 宇都宮地方検察庁 栃木支部
  - 栃木区検察庁
  - 栃木検察審査会
  - 東京矯正管区 栃木刑務所
- 国税庁
  - 関東信越国税局 栃木税務署
- 厚生労働省
  - 栃木労働局 栃木労働基準監督署
  - 栃木労働局 栃木公共職業安定所
- 国土交通省
  - 関東地方整備局利根川上流河川事務所 藤岡出張所
- 農林水産省
  - 関東農政局栃木農政事務所 地域第一課
  - 関東農政局栃木農政事務所統計部 栃木統計・情報センター
  - 宇都宮食糧事務所 栃木支所

#### 衆議院
- 任期：2021年（令和3年）10月31日 - 2025年（令和7年）10月30日（「第49回衆議院議員総選挙」参照）

| 選挙区 | 議員名   | 党派名     | 当選回数 | 備考   |
| --- | -------- | ---------- | -------- | ------ |
| 栃木県第5区（栃木市（旧栃木市域）、足利市、佐野市）                                                                         | 茂木敏充 | 自由民主党 | 10       | 選挙区 |
| 栃木県第4区（栃木市（旧大平町、藤岡町、都賀町、岩舟町域）、小山市、真岡市、下野市（旧石橋町、国分寺町）、芳賀郡、下都賀郡） | 佐藤勉   | 自由民主党 | 9        | 選挙区 |
| 栃木県第2区（栃木市（旧西方町域）、宇都宮市（旧上河内町、河内町域）、鹿沼市、日光市、さくら市、塩谷郡）                     | 福田昭夫 | 立憲民主党 | 6        | 選挙区 |

## 経済

### 商業
かつては栃木県の県庁所在地で名実ともに栃木県の中心地であったため、商業分野においても中心的な存在であった。しかし宇都宮への県庁移転や、宇都宮-小山の国土軸ライン（JR宇都宮線や東北新幹線、国道4号、新4号国道）から外れていることなどが要因となり、商業基盤の中心性は弱まりつつあるが、近年においては大平地域を中心に土地整備が進み、カインズモール大平やケーズデンキ栃木大平店など、大規模なロードサイド店舗のショッピングセンターが進出している。
観光都市という性格もあってか、中心市街地は比較的商業中心地としての機能を保っており、地域住民向けの店舗だけでなく観光来訪者向けのサービスを提供する店舗も多い。

### 中心市街地
栃木駅周辺では2000年の東武栃木駅、2003年のJR栃木駅の高架化に伴いシビックコア重点整備地区として再開発が行われた。北口には國學院大学栃木学園教育センターや栃木県立学悠館高等学校、高層マンションなどが複数建設された。また、2010年に祝町にヨークタウン栃木祝町が進出している。
1970年に市街地の外郭を通過する栃木環状線（栃木バイパス）が開通した。その後、1978年のいせやホームセンター栃木バイパス店（現・カインズホーム栃木店、因みに1号店である）の進出を皮切りとして、1986年にジャスコシティ栃木（現・イオン栃木店）や大手電機量販店などロードサイド店舗が続々と進出し、商業地は郊外へと拡大していった。現在、栃木駅周辺は高層マンションを中心とした住宅地区となり、商業地区は中心市街地の倭町や万町を中心に、鉄道交通・道路交通ともに利便性の高い箱森町 - 新栃木駅のラインまで拡大している。2014年には中心市街地に東武宇都宮百貨店栃木市役所店が開業し、中心市街地と郊外の商業競争は熾烈になりつつある。
銀行・信用金庫

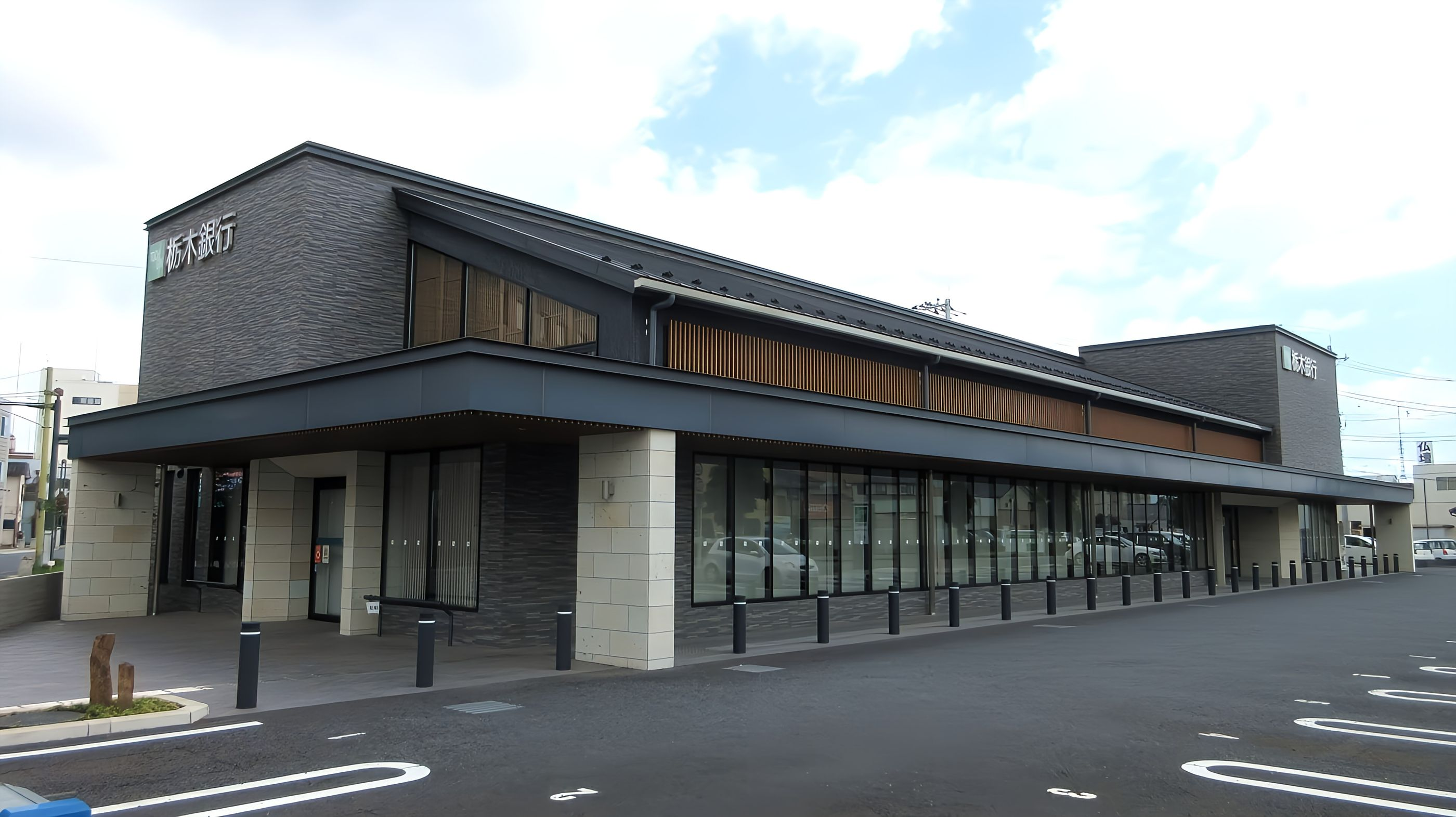
栃木銀行(景観配慮のデザイン)

- 足利銀行（栃木支店、新栃木支店、栃木西支店、大平支店、藤岡支店、都賀支店、岩舟支店）
- 群馬銀行（栃木支店）
- 栃木銀行（栃木支店、栃木西支店、栃木北支店、大平支店）
- 常陽銀行（栃木支店）
- みずほ銀行（栃木支店）
- りそな銀行（店舗外ATM・栃木出張所）
- 栃木信用金庫（本店、駅前支店、西支店、東支店、箱森支店、川原田支店、大平町支店、大平南支店、藤岡支店、都賀支店）
- 鹿沼相互信用金庫（金崎支店）
- 中央労働金庫（栃木支店）

証券会社
- SMBC日興証券（栃木支店）
- 中原証券（栃木支店）

宿泊施設
- 栃木グランドホテル
- サンルートプラザ栃木
- ホテル加登屋
- 手束ビジネスホテル
- 柏倉温泉太子館

娯楽施設
- ゴルフ場
  - 栃木CC
  - 栃木インターCC
  - 栃木ヶ丘CC
  - プレステージ栃木CC
  - プレジデント栃木CC
  - エヴァンダイジュ栃木GC
  - APAリゾート 栃木の森GC

- - 皆川城CC
  - あさひヶ丘CC
  - 大平台CC
  - 桃園CC
  - 太郎門GC
  - 東武藤ヶ丘GC

- ボウリング場
  - 栃木サンプラザボウリング

### 工業
日立アプライアンスやいすゞ自動車などの工場に代表される内陸型近代工業が発達し、これらは北関東工業地域の一部を形成している。栃木市の特徴としてミツカンやサントリー、岩下食品の工場が立地するなど食品産業の発達があげられる。特に岩下食品は市内に本社を置くほか、数多くの工場、倉庫群を市内に有している。
主要工業団地
- 惣社東産業団地
- 皆川城内産業団地
- 大光寺工業団地
- 大平工業団地
- 大平みずほ企業団地
- 西前原工業団地
- 宇都宮西中核工業団地

主要工場
- 日立アプライアンス 栃木事業所
- いすゞ自動車 栃木工場
- トヨタホーム 栃木事業所
- 日本コークス工業（旧・三井鉱山） 栃木工場
- セイコーインスツル 栃木事業所
- セイコープレシジョン 栃木事業所
- ミツカン 栃木工場
- サントリー 梓の森工場
- 金吾堂製菓 栃木工場
- タカ食品工業 栃木工場
- 読売新聞 栃木工場（岩手日日新聞社グループ栃木高速オフセット）
- 不二ラテックス 栃木工場・新栃木工場
- 古河産機システムズ 栃木工場
- GKNドライブラインジャパン（旧・栃木富士産業） 栃木工場
- 大日本印刷 宇都宮工場（栃木市西方町本城）
- 吉野工業所 栃木工場
- エステー 栃木工場

### 農業
2006年の全国市町村別農業産出額において、栃木市の産出額は那須塩原市・大田原市に次いで栃木県内第3位、農家戸数は栃木県内第1位となっている。また、農業産出額、耕種産出額は緩やかな減少傾向にあり、野菜産出額は増加傾向にある。
管轄農業組合
- 下野農業協同組合（JAしもつけ） - 西方地区以外を管轄する。
- 上都賀農業協同組合（JAかみつが） - 旧上都賀郡西方町を管轄する。

### 栃木市に本社を置く主な企業
- 岩下食品（岩下の新生姜）
- 栃木ケーブルテレビ
- GKNドライブライントルクテクノロジー栃木本社（旧・栃木富士産業）
- 滝沢ハム
- タクセル（旧・小野産業）
- THE TOCHIGI CITY UNITED

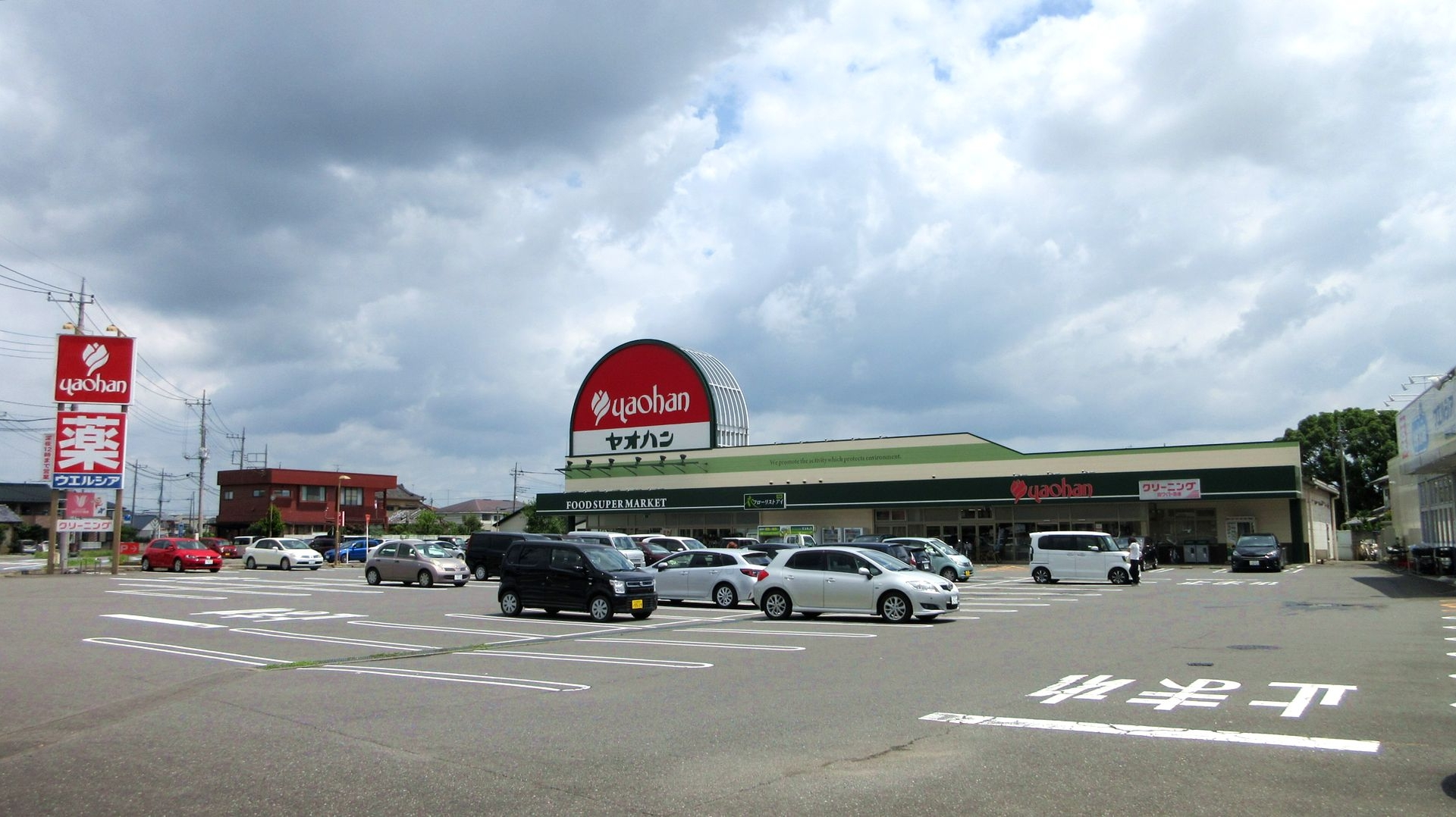
食品スーパー「ヤオハン」

- 栃木信用金庫
- 栃木乳業
- ひざつき製菓（武平作だんご）
- マイコール
- ヤオハン

## 地域

### 町名一覧
| 栃木地域 | | | | |
| 栃木地区 - 万町 - 倭町 - 旭町 - 室町 - 城内町 - 神田町 - 本町 - 日ノ出町 - 沼和田町 - 河合町 - 片柳町 - 湊町 - 富士見町 - 境町 - 平井町 - 薗部町 - 入舟町 - 祝町 | - 柳橋町 - 箱森町 - 小平町 - 錦町 - 嘉右衛門町 - 泉町 - 大町 - 昭和町 大宮地区 - 大宮町 - 平柳町 - 今泉町 - 仲仕上町 - 藤田町 - 久保田町 - 宮田町 - 高谷町 - 樋ノ口町 | 皆川地区 - 皆川城内町 - 柏倉町 - 小野口町 - 志鳥町 - 岩出町 - 大皆川町 - 泉川町 - 新井町 吹上地区 - 吹上町 - 細堀町 - 木野地町 - 川原田町 - 野中町 - 宮町 - 千塚町 - 大森町 - 仲方町 - 梓町 | 寺尾地区 - 尻内町 - 梅沢町 - 大久保町 - 鍋山町 - 星野町 - 出流町 国府地区 - 惣社町 - 柳原町 - 大光寺町 - 田村町 - 寄居町 - 国府町 - 大塚町 | 旧・栃木市市域。栃木駅から新栃木駅にかけての中心市街地には、歴史的な寺院や江戸時代から明治時代にかけての蔵や商家などが数多く残り、「蔵の街」として観光都市化されている。また、美術館や文化会館、教育施設が集中するなど、文教都市としての性格も併せ持つ。栃木駅周辺に高層マンションの建設が進む一方、郊外のバイパス沿いにはイオンシティ栃木など、大規模商業施設が集積している。      |
| 大平地域 | | | | |
| - 新 - 牛久 - 榎本 - 上高島 - 川連 | - 北武井 - 蔵井 - 下高島 - 下皆川 - 富田 | - 土与 - 西野田 - 西水代 - 西山田 - 伯仲 | - 真弓 - 横堀 | 旧・下都賀郡大平町町域。日立製作所・いすゞ自動車の工場や下請け会社を中心とした工業地域として発展。農業も盛んで、特に北西部の西山田地区を中心に生産されるブドウ（大平町ぶどう団地）は、特産品になっている。近年では新大平下駅付近や郊外のバイパス沿いを新興住宅地や商業地の開発が進められており、カインズモールが立地。                                                              |
| 藤岡地域 | | | | |
| - 赤麻 - 石川 - 内野 - 太田 - 大田和 | - 大前 - 甲 - 下宮 - 帯刀 - 都賀 | - 富吉 - 中根 - 西前原 - 新波 - 蛭沼 | - 藤岡 - 部屋 - 緑川 | 旧・下都賀郡藤岡町町域。市の最南部に位置する藤岡地域は、渡良瀬川、思川、巴波川の合流点には、熱気球などのスポーツや花火大会で有名であり、希少な動植物も多数生息する渡良瀬遊水地（利根川上流ダム群のひとつ）が存在する。遊水地内の谷中湖では、ウォータースポーツも盛ん。茨城・群馬・埼玉の3県に接している。住宅地や遊水地を除いて田園が広がり、前述の通り遊水地内など自然豊かである。 |
| 都賀地域 | | | | |
| - 家中 - 臼久保 - 大柿 | - 大橋 - 合戦場 - 木 | - 富張 - 原宿 - 平川 | - 深沢 - 升塚 | 旧・下都賀郡都賀町町域。つがの里やつがスポーツ公園など、観光・スポーツ施設が充実していて、地区北部には都賀インターチェンジや都賀西方パーキングエリアを有し、多方面からのアクセスが良好である。また、農業が盛んであり、米やいちごの生産は西方地域とともに盛んである。 |
| 西方地域 | | | | |
| - 本城 - 金崎 | - 元 - 金井 | - 本郷 - 真名子 | | 旧・上都賀郡西方町町域。市の最北部に位置する西方地域は、道の駅にしかたや金崎の桜堤、西方ふれあいパークなどの観光名所を有する。地区北部にある宇都宮西中核工業団地には多数の企業が立地していて、工業も盛んとなっている。農業が盛んであり、米やいちごの生産は都賀地域とともに盛んである。                                                                                              |
| 岩舟地域 | | | | |
| - 静 - 下津原 - 畳岡 - 鷲巣 - 五十畑 | - 和泉 - 静戸 - 静和 - 曲ケ島 - 小野寺 | - 上岡 - 下岡 - 新里 - 古江 - 三谷 | | 旧・下都賀郡岩舟町町域。市の南西部に位置し、岩船山や三毳山などの山に囲まれ、豊かな自然を持つ。北部に 岩舟ジャンクションがある。大平地域と共にぶどうの生産が盛んである。 |

大平地域・藤岡地域・都賀地域・西方地域・岩舟地域は合併と同時に地域自治区が設置され、大字の前に各地域自治区名（大平町・藤岡町・都賀町・西方町・岩舟町）を冠称する。

### 教育

#### 短期大学
- 國學院大學栃木短期大学

#### 専修学校
- マロニエ医療福祉専門学校
- ヤマトファッションビジネス専門学校
- 専門学校Tochigi Global Fashion Business College
- CITY FOOTBALL ACADEMY

#### 高等学校
- 栃木県立栃木高等学校
- 栃木県立栃木女子高等学校
- 栃木県立栃木農業高等学校
- 栃木県立栃木工業高等学校
- 栃木県立栃木商業高等学校
- 栃木県立栃木翔南高等学校
- 栃木県立学悠館高等学校
- 國學院大學栃木高等学校

#### 中学校
- 栃木市立栃木東中学校
- 栃木市立栃木西中学校
- 栃木市立栃木南中学校
- 栃木市立東陽中学校
- 栃木市立吹上中学校
- 栃木市立皆川中学校
- 栃木市立寺尾中学校
- 栃木市立大平中学校

- 栃木市立大平南中学校
- 栃木市立藤岡中学校
- 栃木市立都賀中学校
- 栃木市立西方中学校
- 栃木市立岩舟中学校
- 國學院大學栃木中学校

#### 小学校
- 栃木市立栃木中央小学校
- 栃木市立栃木第三小学校
- 栃木市立栃木第四小学校
- 栃木市立栃木第五小学校
- 栃木市立南小学校
- 栃木市立大宮南小学校
- 栃木市立大宮北小学校
- 栃木市立国府南小学校
- 栃木市立国府北小学校
- 栃木市立皆川城東小学校

- 栃木市立吹上小学校
- 栃木市立千塚小学校
- 栃木市立寺尾小学校
- 栃木市立大平中央小学校
- 栃木市立大平東小学校
- 栃木市立大平西小学校
- 栃木市立大平南小学校
- 栃木市立藤岡小学校
- 栃木市立赤麻小学校
- 栃木市立三鴨小学校

- 栃木市立部屋小学校
- 栃木市立赤津小学校
- 栃木市立家中小学校
- 栃木市立合戦場小学校
- 栃木市立西方小学校
- 栃木市立真名子小学校
- 栃木市立岩舟小学校
- 栃木市立静和小学校
- 栃木市立小野寺小学校

#### 特別支援学校
- 栃木県立栃木特別支援学校

#### 幼稚園・保育園
認定こども園
- 認定西方なかよし子ども園
- アルス幼稚園
- アルス南幼稚園
- おおみや幼児教育センター
- 國學院大學栃木二杉幼稚園
- さくら学園SEI
- こども園さくら
- 栃木幼稚園
- ひらかわ幼稚園

- 吹上幼稚園
- 若葉幼稚園
- おおひらふじ幼稚園
- 大平みなみ幼稚園
- バンビ幼稚園
- ふじおか幼稚園
- 都賀幼稚園
- 岩舟幼稚園
- しずわでら幼稚園

市立保育園
- 栃木市立いまいずみ保育園
- 栃木市立くらのまち保育園
- 栃木市立おおつか保育園
- 栃木市立はこのもり保育園
- 栃木市立大平西保育園

- 栃木市立大平南第1保育園
- 栃木市立大平南第2保育園
- 栃木市立藤岡はーとらんど保育園
- 栃木市立都賀よつば保育園
- 栃木市立いわふね保育園

私立保育園
- さくら第2保育園
- けやき保育園
- 大平中央保育園
- ひかり保育園
- フォレストキッズ保育園
- すみれ保育園

#### かつて存在した学校
高等学校
- 現・栃木県立栃木女子高等学校
  - 栃木市立高等学校 - 1950年 栃木県立栃木女子高等学校へ統合
- 現・栃木県立栃木翔南高等学校
  - 栃木県立栃木南高等学校 - 2008年 栃木県立藤岡高等学校と統合
  - 栃木県立藤岡高等学校 - 2008年 栃木県立栃木南高等学校と統合

中学校
- 現・栃木市立都賀中学校
  - 都賀町立都賀西中学校 - 1961年 都賀町立都賀東中学校と統合
  - 都賀町立都賀東中学校 - 1961年 都賀町立都賀西中学校と統合
- 現・栃木市立西方中学校
  - 西方町立真名子中学校 - 1964年 西方町立西方中学校と統合
- 現・栃木市立東陽中学校
  - 栃木市立大宮中学校 - 1969年 栃木市立国府中学校と統合
  - 栃木市立国府中学校 - 1969年 栃木市立大宮中学校と統合

小学校
- 現・栃木市立栃木中央小学校
  - 栃木市立栃木第一小学校 - 2010年 栃木市立栃木第二小学校と統合
  - 栃木市立栃木第二小学校 - 2010年 栃木市立栃木第一小学校と統合
- 現・栃木市立皆川城東小学校
  - 栃木市立皆川小学校 - 1977年 栃木市立泉川小学校と統合
  - 栃木市立泉川小学校 - 1977年 栃木市立皆川小学校と統合
- 現・栃木市立寺尾小学校
  - 栃木市立寺尾北小学校 - 1993年 栃木市立寺尾北小学校に統合
  - 栃木市立寺尾中央小学校 - 2013年 栃木市立寺尾南小学校と統合
  - 栃木市立寺尾南小学校 - 2013年 栃木市立寺尾中央小学校と統合
- 現・栃木市立赤津小学校
  - 都賀町立富張小学校 - 1980年 都賀町立木村小学校と統合
  - 都賀町立木村小学校 - 1980年 都賀町立富張小学校と統合
  - 都賀町立大柿小学校 - 1980年 都賀町立赤津小学校大柿分校となり、1983年に廃校
- 現・栃木市立西方小学校
  - 西方町立西方小学校金崎分校 - 1965年 西方町立西方小学校と統合
- 現・栃木市立小野寺小学校
  - 栃木市立小野寺南小学校 - 2020年 栃木市立小野寺北小学校と統合
  - 栃木市立小野寺北小学校 - 2020年 栃木市立小野寺南小学校と統合

### 郵便
集配郵便局
- 栃木郵便局
- 吹上郵便局
- 梅沢郵便局
- 藤岡郵便局
- 大平郵便局
- 岩舟郵便局

無集配郵便局
- 栃木蔵の街郵便局
- 栃木駅前郵便局
- 栃木本町郵便局
- 栃木室町郵便局
- 栃木大町郵便局
- 栃木片柳郵便局
- 栃木平柳郵便局
- 栃木沼和田郵便局

- 皆川郵便局
- 国府郵便局
- 大平横堀郵便局
- 大平西野田郵便局
- 大平水代郵便局
- 藤岡富吉郵便局
- 藤岡三鴨郵便局
- 赤麻郵便局

- 部屋郵便局
- 合戦場郵便局
- 家中郵便局
- 赤津郵便局
- 金崎郵便局
- 岩舟新里郵便局
- 岩舟静和郵便局
- 宮の下簡易郵便局

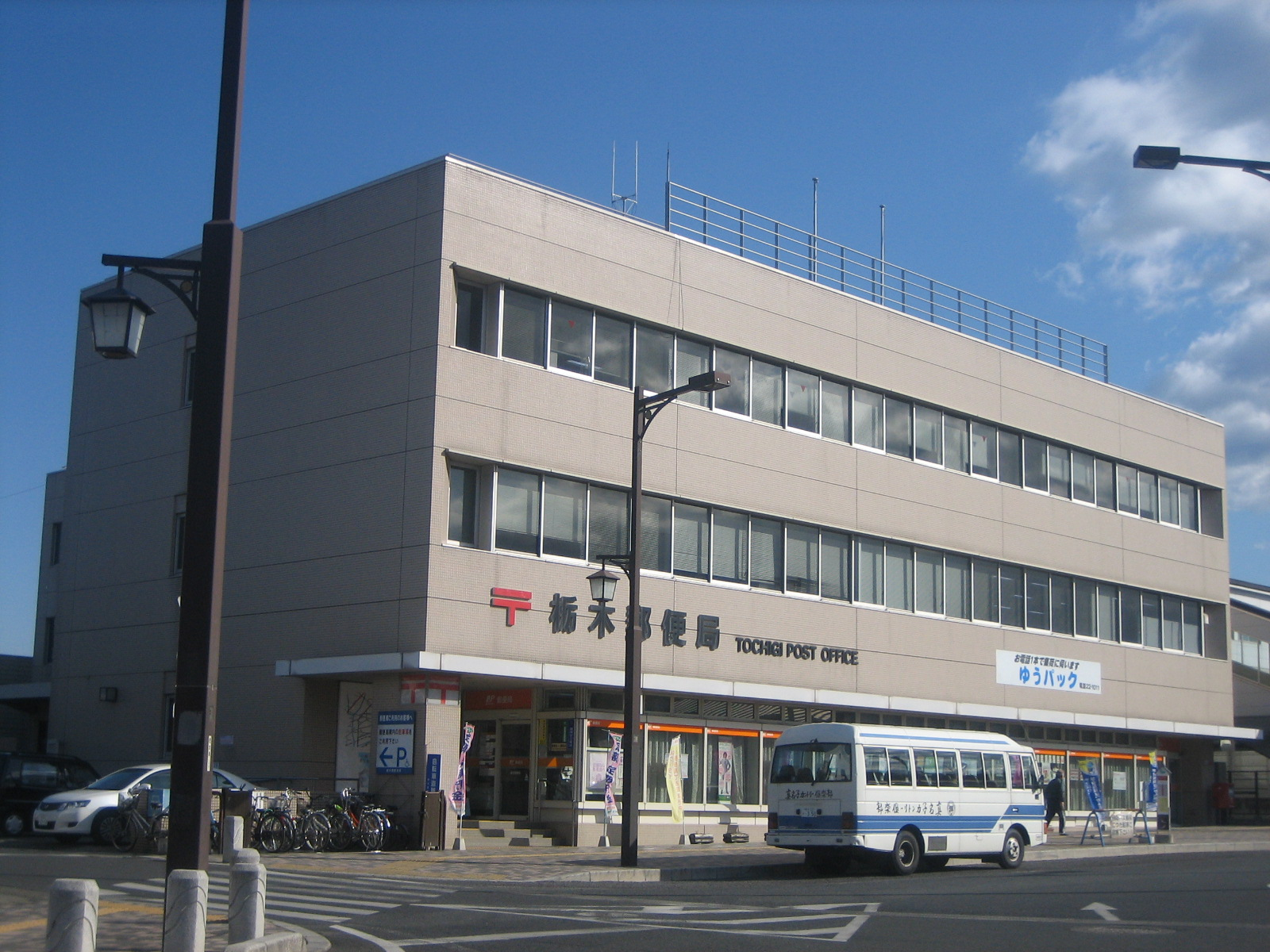
栃木郵便局

郵便番号は以下が該当する。7の集配局が集配を担当する。
- 栃木郵便局：「328-00xx」
- 吹上郵便局：「328-01xx」
- 梅沢郵便局：「328-02xx」
- 藤岡郵便局：「323-11xx」「329-03xx」[注釈 4]
- 大平郵便局：「329-44xx」
- 楡木郵便局（鹿沼市内）：「322-06xx」[注釈 5]
- 岩舟郵便局：「329-43xx」
- 加須郵便局（埼玉県加須市内）：「349-12xx」[注釈 6]

### 電話番号
一部地域（後述）を除く市内全域が栃木MAの管轄となり、市外局番は「0282」。収容局は以下の7ビルが該当し、市内局番は以下の通り。
- 栃木局：20-25
- 栃木北局：27-29
- 栃木梅沢局：30,31
- 栃木大平局：43-45
- 岩舟局：54、55
- 小野寺局：57
- 栃木藤岡2局：61,62
- 部屋局：67,68
- 栃木西方局：91,92

下記地域は栃木市外の収容局が管轄となる。
- 小山西局（小山MA）：藤岡町新波の一部地域が該当。
- 栃木壬生2局（栃木MA）：都賀町家中の一部地域が該当。
- 北川辺局（古河MA）：藤岡町下宮が該当。

### マスメディア
放送
- ケーブルテレビ株式会社
  - ケーブルテレビ放送（栃木ケーブルテレビ）、コミュニティFM（FMくらら857・2015年開局）を兼営。
- コミュニティーFMについては、栃木コミュニティー放送（愛称：FM蔵の街）が関東で初めて1993年に予備免許を交付されたが、1994年5月に準備不足を理由として免許申請を取り下げた。

新聞
- 下野新聞 栃木支局
- 朝日新聞 栃木支局
- 読売新聞 栃木通信部

### スポーツチーム
サッカー
- 栃木シティFC（J3リーグ）

野球
- 全栃木野球クラブ（社会人野球）
- エイジェック硬式野球部（社会人野球）

## 文化

### 文教施設
文化会館
- 栃木市栃木文化会館
- 栃木市大平文化会館
- 栃木市藤岡文化会館
- 栃木市西方総合文化体育館
- 栃木市岩舟文化会館

図書館
- 栃木市図書館
  - 栃木市栃木図書館
  - 栃木市大平図書館
  - 栃木市藤岡図書館
  - 栃木市都賀図書館
  - 栃木市図書館西方館
  - 栃木市図書館岩舟館

博物館・美術館
- とちぎ山車会館
- 栃木市郷土参考館
- 横山郷土館
- 下野国庁跡資料館
- 星野遺跡地層たんけん館

- 栃木市おおひら歴史民俗資料館

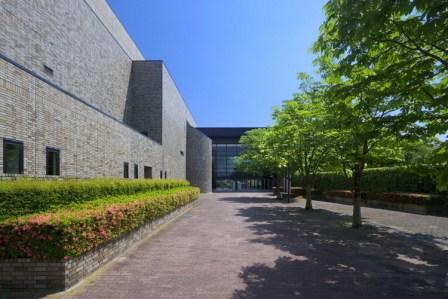
栃木文化会館

- 栃木市おおひら郷土資料館「白石家戸長屋敷」
- 栃木市藤岡歴史民俗資料館
- 栃木市都賀歴史民俗資料館
- 岩舟石の資料館

### スポーツ施設
- 栃木市総合運動公園
  - 総合体育館（マルワ・アリーナとちぎ）
  - 陸上競技場
  - 硬式野球場（とちぎ木の花スタジアム）
  - 弓道場
  - プール
- 栃木市皆川東宮運動場
- 栃木市大宮運動広場
- 栃木市大塚運動広場
- 栃木市尻内河川敷運動場
- 栃木市大光寺河川敷運動場
- 栃木市柳原河川敷運動場
- 栃木勤労者体育センター
- スパーク栃木
- 栃木市大平運動公園
  - 野球場（エイジェックさくら球場）

- 栃木市大平体育館
- 栃木市大平南体育館
- 栃木市大平武道館
- 栃木市藤岡スポーツふれあいセンター
- 栃木市藤岡総合体育館
- 栃木市藤岡弓道場
- 栃木市三鴨スポーツ広場
- 栃木市都賀市民運動場
- 栃木市つがスポーツ公園運動場
- 栃木市都賀体育センター
- 栃木市西方総合文化体育館（関東ホーチキにしかた体育館）
- 栃木市岩舟総合運動公園
  - CITY FOOTBALL STATION
- 栃木市岩舟総合運動場
- 栃木市岩舟体育館

### 公園

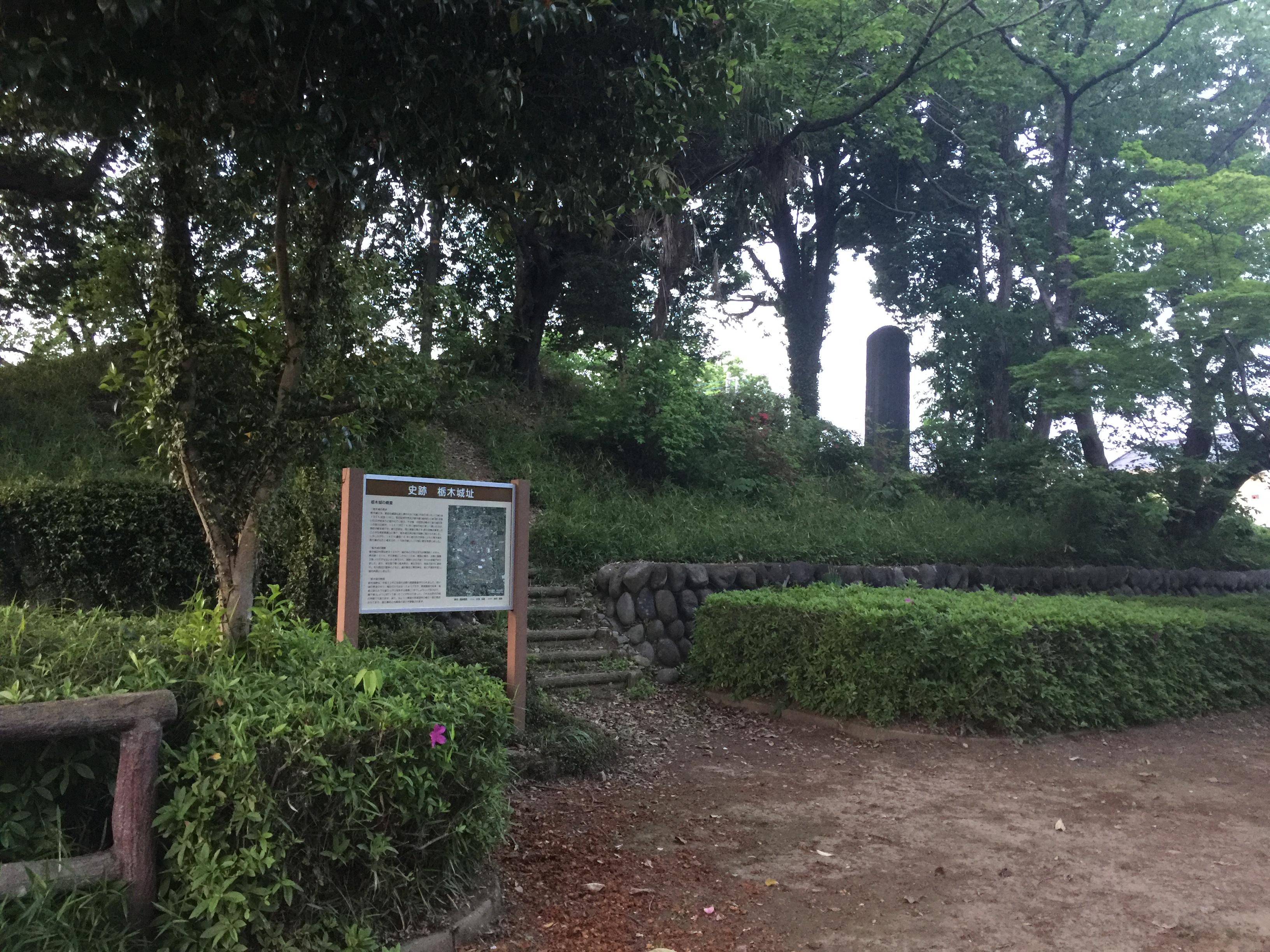
栃木城址公園

大規模公園
- 太平山県立自然公園
- 県営みかも山公園（三毳山）

街区公園
- 栃木城址公園
- 円通寺前公園
- えきまえ公園
- 栃木駅南公園
- 芝塚山公園
- うずま公園
- 瀬戸河原公園
- 太平山風致公園
- 錦着山公園
- 第二公園（神明宮公園）

緑地
- 永野川緑地公園
- 皆川城址公園

### 市営公民館
- 市民交流センター
  - 栃木公民館
- 大宮公民館
- 皆川公民館
- 吹上公民館
- 寺尾公民館
- 国府公民館
- 大平公民館
- 大平東地区公民館
- 大平南地区公民館
- 大平西地区公民館

- 赤麻地区公民館
- 三鴨地区公民館
- 藤岡地区公民館
- 藤岡公民館
- 部屋地区公民館
- 都賀公民館
- 西方公民館
- 西方南部地区コミュニティセンター
- 小野寺地区公民館
- 静和地区公民館
- 岩舟公民館

## 医療
病院
- とちぎメディカルセンター
  - とちぎメディカルセンター しもつが（大平町川連）
  - とちぎメディカルセンター とちのき（大町）
- 栄仁会 大平下病院（大平町富田）
- 社団厚生会 西方病院（西方町金崎）
- 徳仁会 中野病院（祝町）

## 交通
南北に東北自動車道が通り、佐野藤岡IC・栃木ICを有し、東西には2011年（平成23年）度に全線開通した北関東自動車道が通り、都賀ICを有している。南部には、群馬、栃木、茨城を結ぶ一般国道50号が東西に通り、北部には一般国道293号が通るなど、県内外とのアクセス性に優れた道路網を形成している。
地域間を結ぶ主な道路としては、栃木県道11号栃木藤岡線（栃木環状線）・栃木県道3号宇都宮亀和田栃木線（日光例幣使街道）がある。公共交通では、東武日光線・東武宇都宮線・JR両毛線の3路線11駅があり、市内や近隣自治体への通勤通学の足として、また、東京・埼玉方面への交通手段となっている。
人口の多くが中心市街地や鉄道駅周辺に集中している傾向にあることや、市の都内通勤者向け特急券購入費助成制度 を利用して東武特急で東京に通勤する「栃木都民」の存在があることなどから鉄道の利用者は比較的多く、中心となる栃木駅は県内でも宇都宮駅・小山駅に次ぐ利用者数を数える。一方で道路事情は改善されてきてはいるものの、歴史的景観保存都市としての性格からか依然として隘路が多い。

### 鉄道
東日本旅客鉄道（JR東日本）と東武鉄道により運営され、栃木駅をターミナルとしてJR両毛線と東武日光線、東武宇都宮線の計3路線が走っている。新栃木駅は東武宇都宮線の起点にあたるが、約半数の列車は東武日光線の南栗橋駅から直通し、もう半数の列車が新栃木駅（一部栃木駅）から発着している。栃木駅、新栃木駅ともに主要な乗換駅のため朝夕の通勤・通学ラッシュ時には混雑する。
東武鉄道により、特急列車が浅草・日光方面へ毎時1 - 2本運行されており、JR線へ直通する大宮・新宿方面への運行もある。また、日中1時間当たりの普通列車の運行本数は概ねJR両毛線は1 - 2本、東武日光線浅草方面は2本、日光方面は1本、東武宇都宮線は2本となっている。
東武鉄道では、かつては特別料金不要の列車も東京（浅草）方面に多く運行されていたが、2013年のダイヤ改正より、浅草方面の普通列車は毎時2本に減便され、編成長も4両となった。また、区間快速は新大平下まで快速運転を行うようになったが、2時間間隔に減便され、栃木・新栃木始発の普通列車が区間快速と交互に2時間間隔で運行されるようになった。さらに、2017年のダイヤ改正により快速・区間快速が廃止され、南栗橋発着の急行・区間急行に置き換えられると共に南栗橋での系統分割が行われたため、特急列車以外で浅草方面に向かう場合は南栗橋での乗り換えが必須となった。
- 中心駅：栃木駅

東日本旅客鉄道（JR東日本）
■両毛線
- 岩舟駅 - 大平下駅 - 栃木駅

東武鉄道
■日光線
- 藤岡駅 - 静和駅 - 新大平下駅 - 栃木駅 - 新栃木駅 - 合戦場駅 - 家中駅 - 東武金崎駅

■宇都宮線
- 栃木駅 - 新栃木駅 - 野州平川駅 - 野州大塚駅

#### 未成線
- 東京日光電鉄：巣鴨駅から途中岩槻駅、栗橋駅、栃木駅、宇都宮駅を経由して日光まで計画した鉄道[23]。

### 路線バス
かつては東武バス、関東自動車により数多くの路線バスが運行されており、関東自動車だけでも10を超える系統があった。しかし、バス利用者の大半を占めていた鉄道駅から離れた集落で少子高齢化、過疎化が進行したことにより、路線や営業所の廃止・撤退が相次ぎ、関東自動車により大平山方面に運行される國學院線がわずかに1路線残るのみであった。一部の廃止路線はコミュニティバスとしてふれあいバスや鹿沼市民バスに引き継がれたが、多くの地域が公共交通機関の空白地帯として残された。このような状況の中で、公共交通機関空白地帯の解消、および地域活性化を主眼としてコミュニティバスの路線新設が相次いで行われた。
関東自動車
市内に栃木営業所が設けられている。
ふれあいバス
鹿沼市民バス

#### 高速バス
関東自動車・近鉄バス
- とちの木号

### タクシー
市営デマンドタクシー「蔵タク」
高齢社会の進展に伴う交通弱者の増大や地域の移動ニーズの多様化に対応するため、玄関から玄関までのドアツードア方式によるデマンド式タクシーを市全域で2011年（平成23年）10月3日より運行している。
- 運行エリア
  - 北部エリア : 西方地域・都賀地域・大宮地区（平柳町1丁目除く）・皆川地区・吹上地区・寺尾地区・国府地区
  - 中央エリア : 栃木地区・大宮地区（平柳町1丁目）
  - 南部エリア : 大平地域・藤岡地域・岩舟地域

一般タクシー
栃木地区
- 栃木合同タクシー
- 千代田タクシー
- 栃木交通
- 富士タクシー
- 栃南タクシー

大平地区
- 大平タクシー
- 福祉タクシーとちぎ

藤岡地区
- 藤岡タクシー

都賀地区
- 都賀タクシー
- 幸福社

西方地区
- 金崎タクシー

岩舟地区
- 岩舟タクシー

### 道路
中心市街地から各方面に向かって放射線状に道路が延びている。環状道路である栃木県道309号栃木環状線（栃木バイパス）や、市南部を通過する国道50号岩舟小山バイパスは交通量が激しい。これらの主要幹線道路は高速道路のインターチェンジが近いため長距離トラックなどの物流目的車両の利用が多く、道路沿いには物流倉庫が多い。これに加えて郊外型商業施設がこれら沿線に立地するため、商業目的のマイカーの流入も見られ、混雑の一因となっている。2000年以降、市の東部では栃木県道2号宇都宮栃木線の「惣社今井バイパス」や、都市計画道路3・3・3小山栃木都賀線の一部である都賀IC南 - 平柳町東口が開通を見せ、2023年現在も平柳町東口から樋ノ口方面の開通に向け工事が続けられている。
道路案内標識では、平成初頭から当市を表す表記が「栃木」ではなく「栃木市」とされてきたが、平成末期頃を境にして徐々に「栃木」に戻されている。
旧下都賀郡栃木町の道路元標は現在の例幣使街道（蔵の街大通り）倭町交差点、足利銀行栃木支店駐車場前に位置している。

#### 高速道路
- 東北自動車道
  - 佐野藤岡IC - 岩舟JCT - 岩舟BS/CB - 栃木IC - 栃木都賀JCT - 都賀西方PA/スマートIC
- 北関東自動車道
  - 岩舟JCT、栃木都賀JCT - 都賀IC

#### 国道
- 国道50号（岩舟小山バイパス）
- 国道293号

#### 主要地方道
- 栃木県道2号宇都宮栃木線（宇都宮街道）
- 栃木県道3号宇都宮亀和田栃木線（蔵の街大通り・日光例幣使街道）
- 栃木県道9号佐野古河線
- 栃木県道11号栃木藤岡線（蔵の街大通り・藤岡街道）
- 栃木県道18号小山壬生線（壬生通り）
- 栃木県道31号栃木小山線（小山街道）
- 栃木県道32号栃木粕尾線（鍋山街道・インター通り）
- 栃木県道36号岩舟小山線（旧50号）
- 栃木県道37号栃木粟野線（粟野街道）
- 栃木県道44号栃木二宮線（小金井街道）
- 栃木県道50号藤岡乙女線
- 栃木県道57号館林藤岡線（館林街道）
- 栃木県道67号桐生岩舟線（旧・国道50号）
- 栃木県道75号栃木佐野線（皆川街道）

#### 一般県道
| - 栃木県道117号新栃木停車場線 - 栃木県道122号藤岡停車場線 - 栃木県道126号栃木葛生線 - 栃木県道130号静和停車場線 - 栃木県道131号金崎停車場線 - 栃木県道133号岩舟停車場線 - 栃木県道153号南小林栃木線 - 栃木県道160号和泉間々田線 - 栃木県道174号南小林松原線 - 栃木県道177号上久我栃木線 - 栃木県道202号仙波鍋山線 - 栃木県道210号柏倉葛生線 - 栃木県道213号栃木停車場線 | - 栃木県道221号国谷家中停車場線 - 栃木県道243号小山城内線 - 栃木県道252号蛭沼川連線 - 栃木県道269号太平山公園線（女子高通り） - 栃木県道282号中藤岡線 - 栃木県道288号大橋家中線 - 栃木県道296号小山都賀線 - 栃木県道300号新大平下停車場線 - 栃木県道309号栃木環状線（栃木バイパス） - 栃木県道311号小山大平線 - 栃木県道313号渡良瀬遊水地壬生自転車道線 - 群馬県道・栃木県道402号桐生足利藤岡自転車道線 |

#### 道の駅
- みかも - 国道50号に隣接。
- にしかた - 国道293号に隣接。

## 姉妹都市・友好都市
- 北海道 滝川市（ 日本）
- 浙江省 金華市（ 中国）
- インディアナ州 エバンズビル（ アメリカ合衆国）

## 観光

### 名所・旧跡
栃木地域
- 栃木市歴史的町並み景観形成地区（蔵の街） - 旧日光例幣使街道・巴波川周辺[24]。
  - 蔵の街大通り
    - 毛塚紙店
    - MORO craft（丸三家具店店舗）
    - 五十畑荒物店
    - パーラートチギ（旧関根家住宅）
    - 北蔵カフェひがの（佐藤家住宅店舗）
    - 日光珈琲 蔵の街（旧綿忠はきもの店店舗）
    - 好古壱番館 / あだち好古館（旧安達呉服店）
    - 快眠館大二（大二商店）
    - 蔵の街市民ギャラリー
    - 山本有三ふるさと記念館
    - 蔵の街ダイニング蒼（旧足利銀行栃木支店）
    - とちぎ歌麿館（旧古久磯提灯店）

  - 巴波川綱手道
    - 蔵の街遊覧船
    - 塚田歴史伝説館
    - 幸来橋
    - 横山郷土館

  - 嘉右衛門町：重要伝統的建造物群保存地区
    - 岡田記念館
      - 畠山陣屋跡
      - 岡田家翁島別邸

    - 油伝味噌
    - 嘉右衛門橋

- 市街の社寺
  - 順礼山定願寺
  - 教王山満福寺
  - 神明宮
  - 三級山近龍寺
  - 摩尼山長清寺
- 洋館群
  - 栃木市役所別館（旧栃木町役場庁舎）
  - 栃木病院
- 本町
  - 岩下の新生姜ミュージアム
- 箱森
  - 錦着山
- 平井
  - 法華山信行寺
  - 大平山太山寺
  - 太平山
    - 太平山神社
      - 随神門

    - 謙信平
    - 連祥院六角堂
    - あじさい坂
    - 遊覧道路
- 大宮
  - 東醍醐山如意輪寺
- 皆川
  - 東宮神社
  - 皆川城址
  - 慈眼山金剛寺
- 吹上
  - 標茅が原
  - 伊吹山善応寺
  - 宮の桜
- 寺尾
  - 星野遺跡
  - 四季の森星野
  - 出流山満願寺
  - 出流ふれあいの森
- 国府
  - 下野国庁跡
  - 大神神社
    - 室の八嶋

  - しはぶきの杜
  - 吾妻古墳

大平地域
- フォレストアドベンチャーおおひら
- 晃石山
  - 金滝山清水寺
  - 晃石神社
- 太平山大中寺
- 諏訪神社
- 清瀧山宝蔵寺
- 大平町ぶどう団地
- 友田浅間神社

藤岡地域
- 渡良瀬遊水地
  - 谷中村跡
  - 栃木・群馬・埼玉の三県境
- 田中霊祠
- 篠山貝塚
- 藤岡神社
- 山王寺大枡塚古墳
- 三毳山
  - みかも山公園
  - 三毳不動尊

都賀地域
- つがの里
- 大柿花山
- 大柿カタクリの里
- 花之江の郷
- 太醫山長福寺

西方地域
- 金崎の桜
- 西方城址
- 鉄造薬師如来坐像
- 小倉堰
- 八百比丘尼公園

岩舟地域
- 岩舟駅
- 岩船山
  - 岩船山高勝寺
  - 岩船山クリフステージ
- とちぎ花センター
- いわふねフルーツパーク
- 高岡山高平寺
  - 別院誕生寺（手洗窪）
- 小野寺
  - 小野寺山大慈寺
  - 村檜神社
  - 小野小町の墓

## 栃木市の観光政策
栃木市では、2008（平成20）年から「地域における歴史的風致の維持及び向上に関する法律」をベースにした「栃木市歴史的風致維持向上計画」を提案し、2019（平成31）年には文科省・農林水産省・国土交通省から認定を受けている。本市は歴史と文化を大切にし、歴史的価値のある施設・風景の維持及び向上を図るべく観光都市づくりに積極的に取り組んできた。
2014（平成26）年には本市は「栃木市観光基本計画」を策定し、続いて2023（令和5）年、「第２次栃木市観光基本計画」をスタートさせ、豊かな観光資源と新たに誕生した魅力を加え、更なる観光の振興を図るものとしている。
具体的には観光情報の発信を充実させ、観光客の受入拠点を増やすべく、2021（令和3）年に「栃木市観光交流館（蔵なび）」と「嘉右衛門町伝統的建造物群保存地区拠点施設ガイダンスセンター」、続いて2022（令和4）年度には「栃木市立文学館」と「栃木市立美術館」をオープンさせている。
また、時代の背景に合わせ「SDGsの推進」、「脱炭素化の取り組み」、「デジタル技術の活用」を導入し、環境とデジタルの協調を図っている。来訪した観光客の旅行目的、消費額、満足度等の観光に関する動態等を把握するため、観光施設等各所において、調査を実施するなどしている。

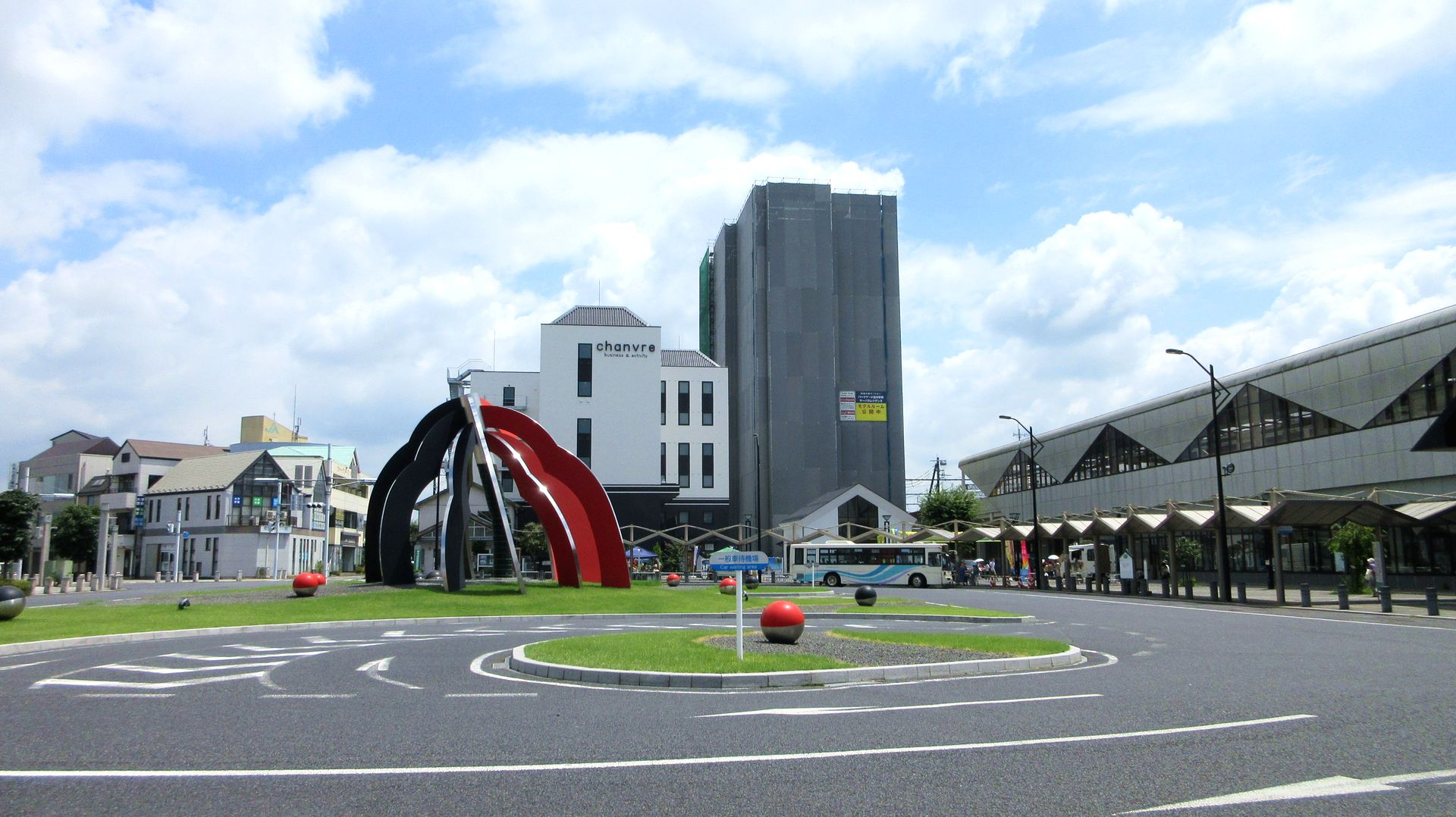
栃木駅南口の美しいロータリー
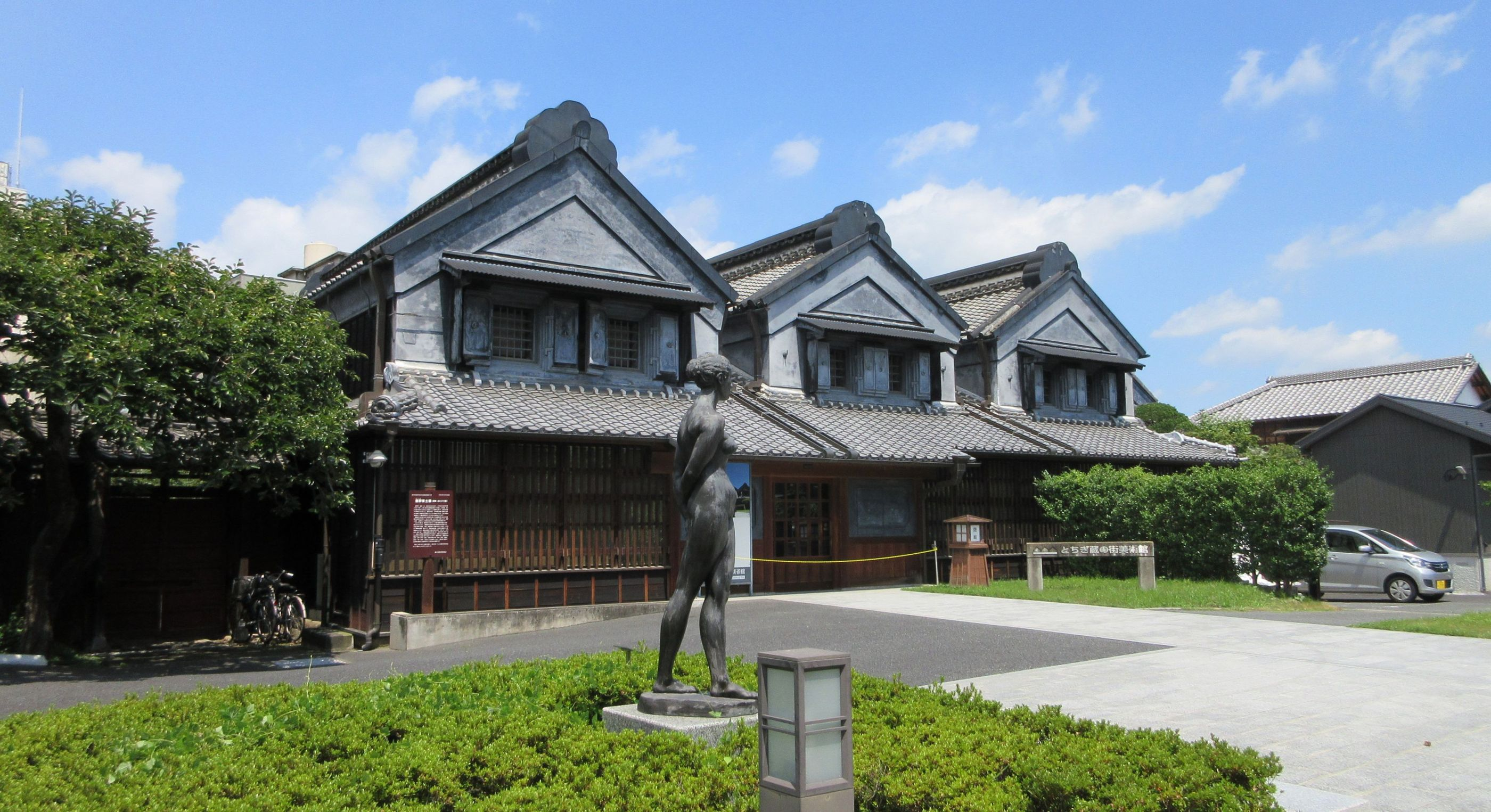
とちぎ蔵の街美術館
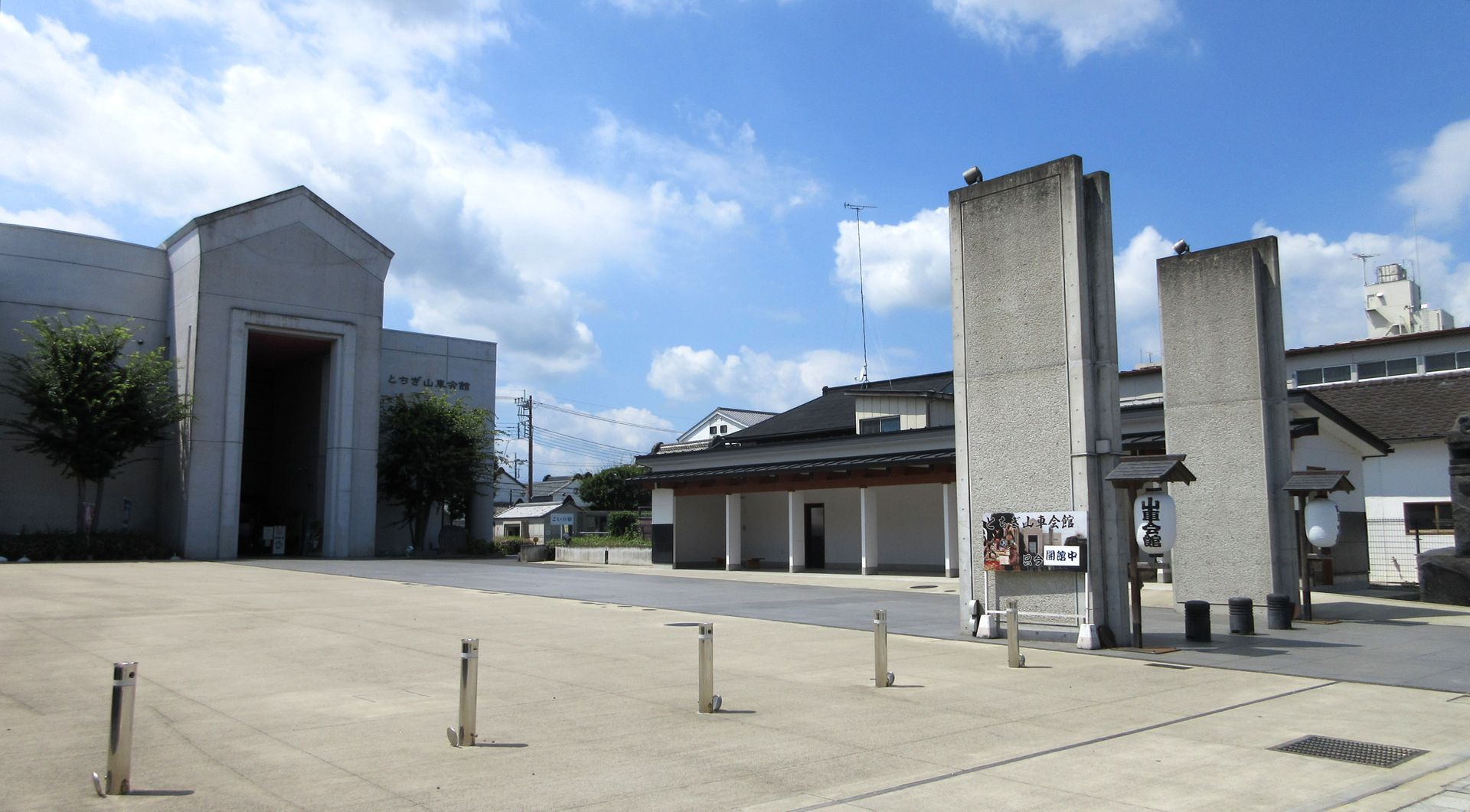
山車会館・とちぎ蔵の街美術館
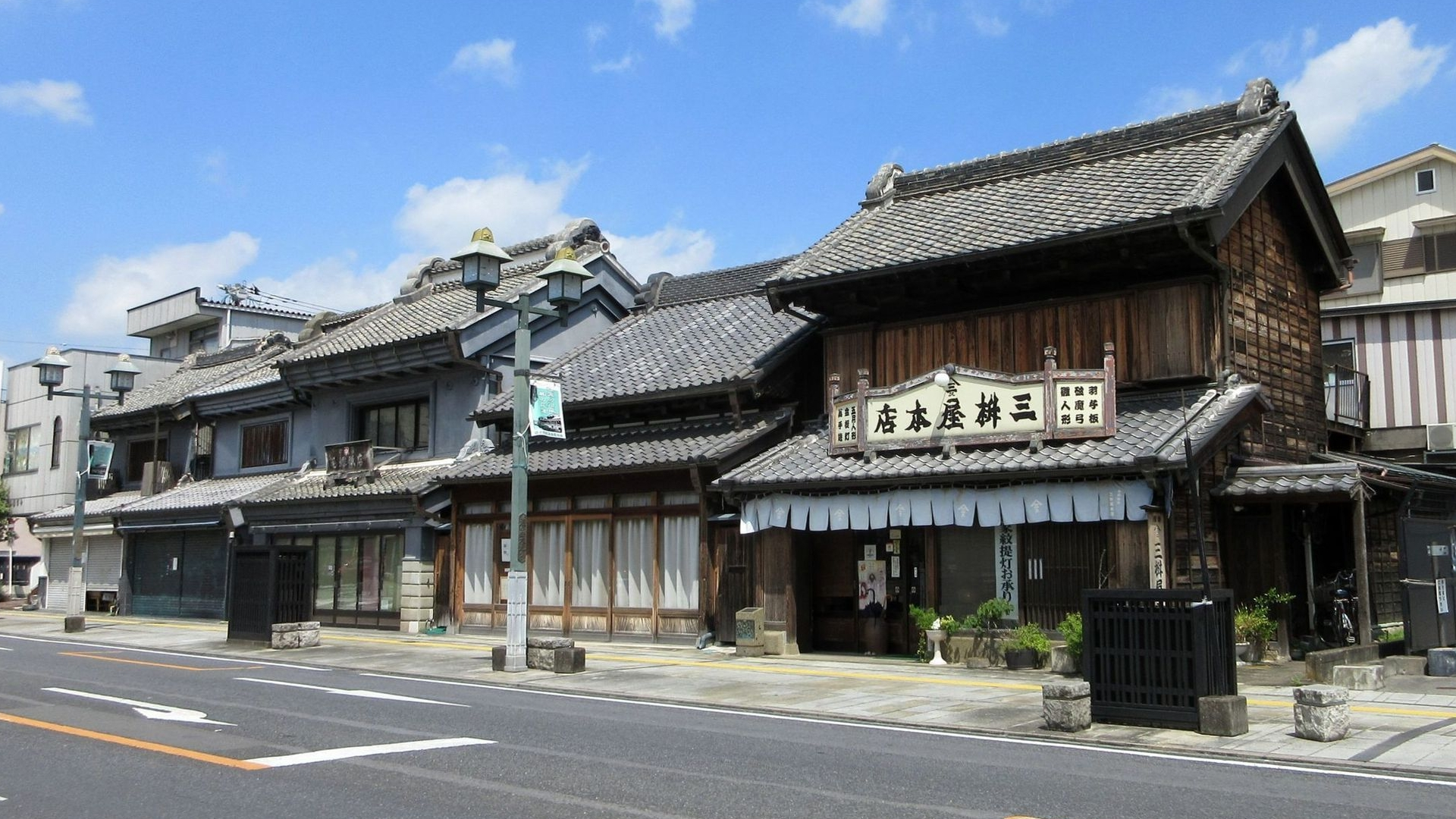
蔵の街大通りの古民家
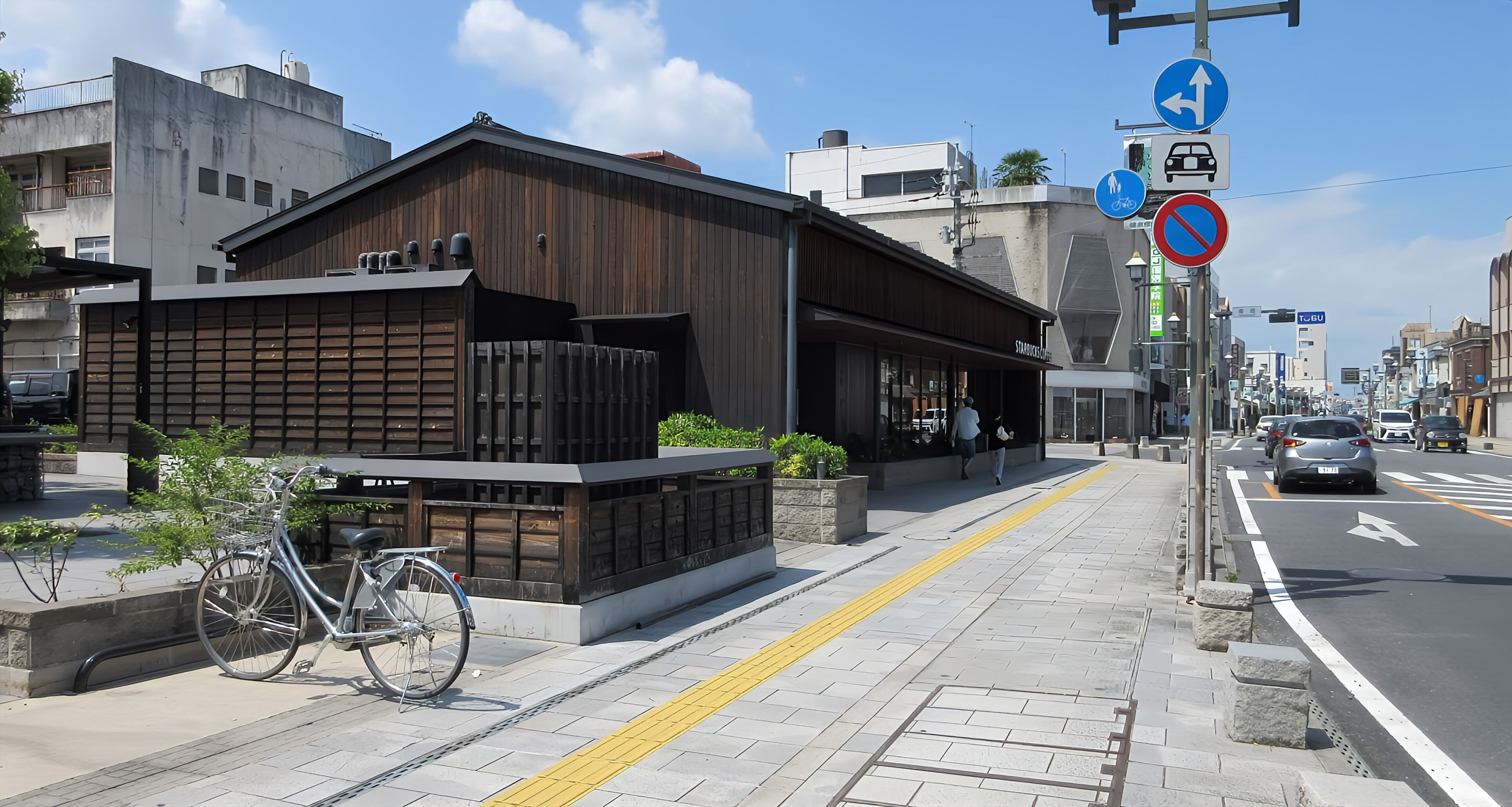
蔵の街大通りのStarbucks coffee(景観配慮のデザイン)
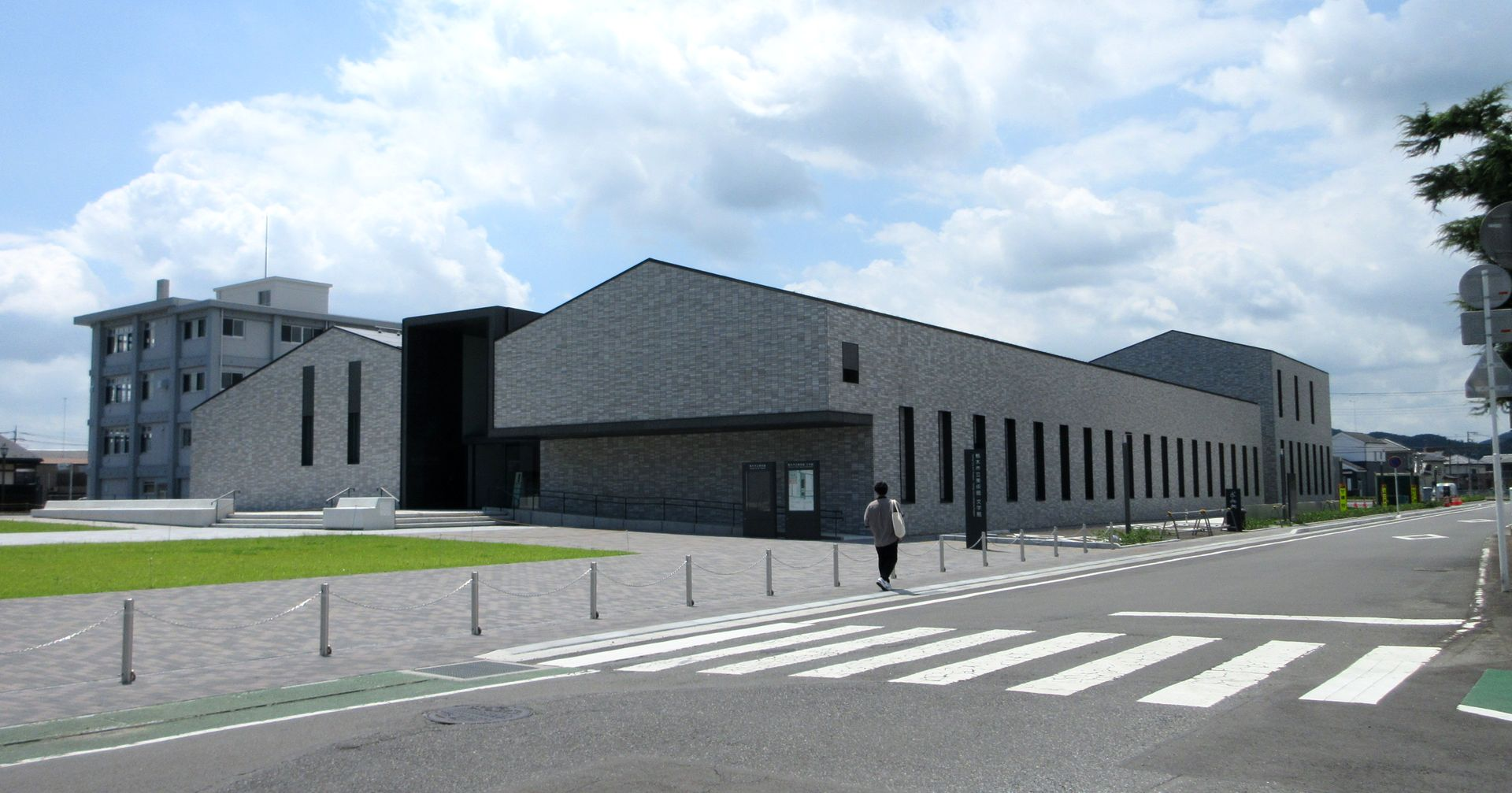
栃木市立美術館
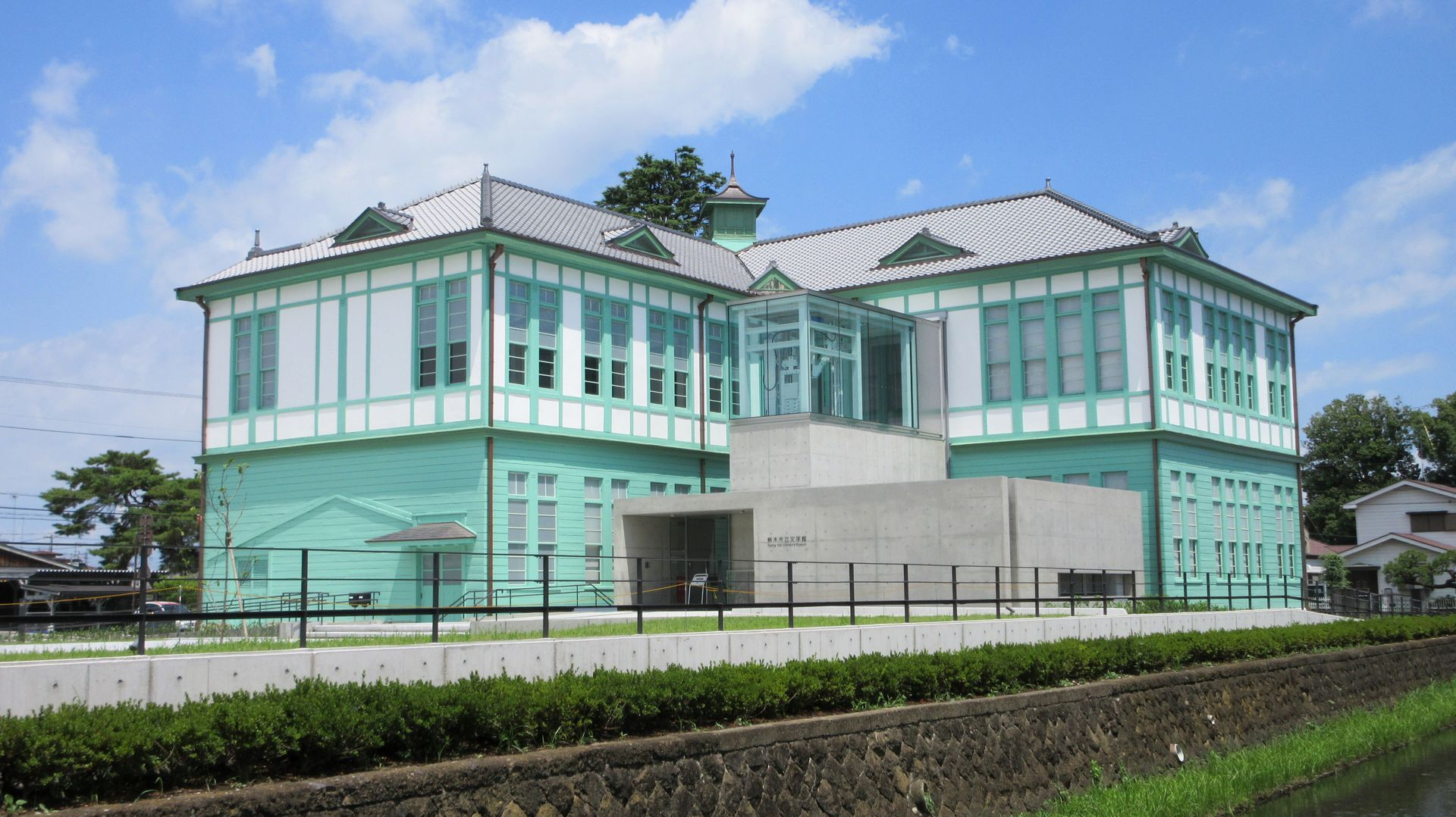
栃木市立文学館
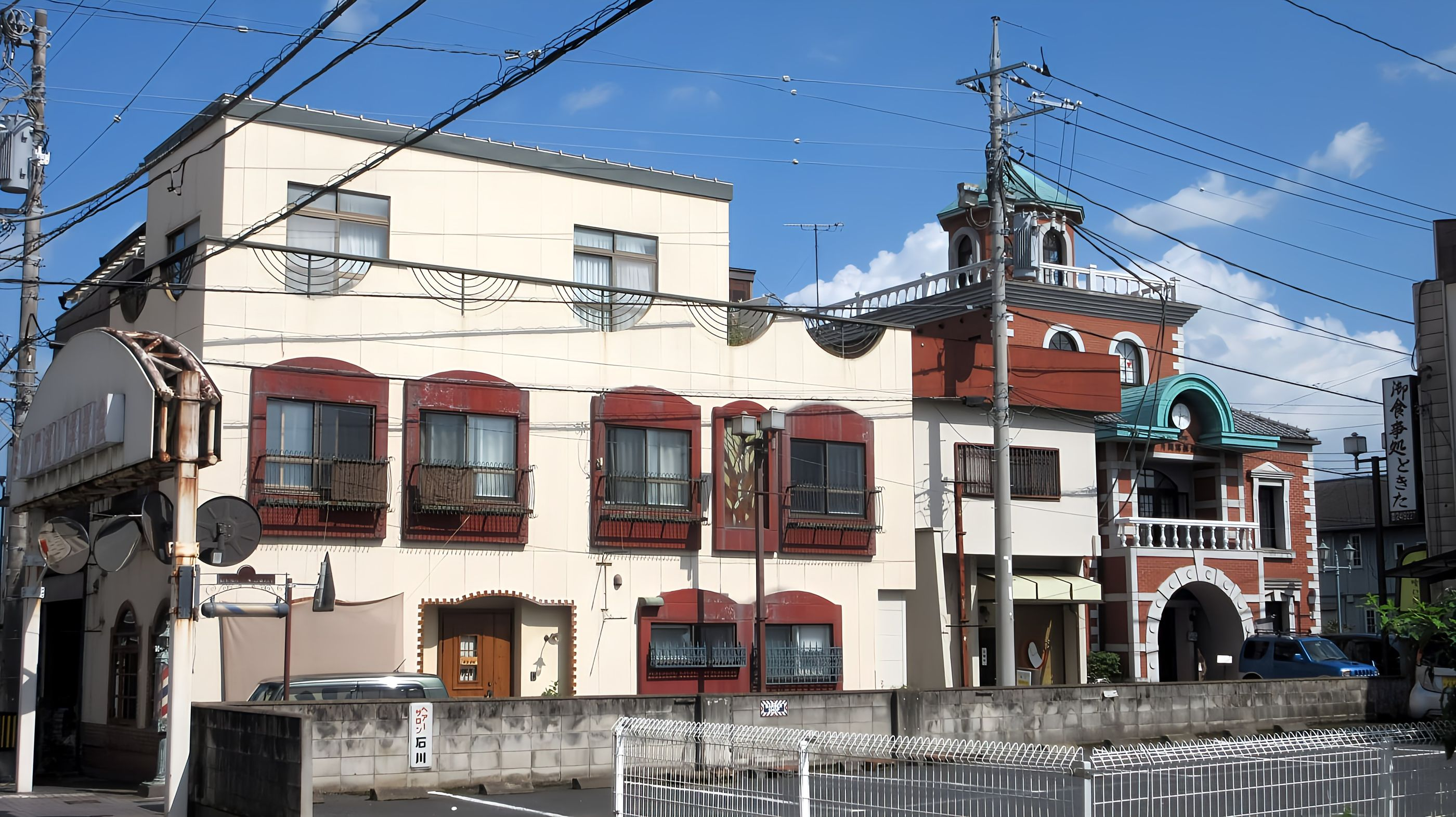
片岡写真館

### 温泉
- 柏倉温泉
- 栃木温泉・湯楽の里

### 祭事・イベント
| - 1月 - 元旦マラソン - スキー祭 - 栃木市成人式（各文化会館・総合文化体育館） - 出流そばまつり - 2月 - あそ雛まつり - 初市祭 - 3月 - 渡良瀬遊水地ヨシ焼き - 大平りんぽかんまつり - 4月 - 太平山桜まつり - 星野花まつり - うずまの鯉のぼり - おおひらさくらまつり - 藤岡さくらまつり - 渡良瀬バルーンレース - つがの里花彩祭 - 金崎のさくらまつり - 5月 - 小江戸人形まつり - 栃木蔵の街かど映画祭 - みずウォーク渡良瀬遊水地大会 - ふれあい健康福祉まつり - こどもまつり（大平みなみ児童館） - 都賀産イチゴ狩りフェスティバル - 6月 - とちぎあじさいまつり - 県名発祥の地大博覧会 - 大柿のほたる祭 - つがの里ハスまつり - 親子水辺教室 - 7月 - なつこい - おおひら納涼祭 - ねずみもちパーク夏まつり - 神輿連合渡御 - 8月 - 蔵の街サマーフェスタ - 栃木蔵の街音楽祭 - 大平のぶどうまつり - ボートレス渡良瀬大会 - TSUGA盆・つが花火大会 - にしかた子ども夏祭り - 百八灯流し | - 9月 - 観光いも堀農園 - 防災訓練（市内各地） - 10月 - 岩船山クリフステージ - お蔵のお人形さんめぐり - オクトーバーフェストin蔵の街 - とちの市 - うずま冬ほたるキララフェス - とちぎ協働まつり - 市民健康まつり - オールドタイムランみかも - 大平体育祭 - 渡良瀬遊水地フォトコンテスト - 11月 - 栃木市大平文化祭 - 栃木市西方文化祭 - とちぎ秋まつり（隔年開催） - 太平山もみじ祭り - おおひら産業祭 - ふじおか産業祭 - よさこい藤岡パレード - 道の駅みかもお客様感謝祭 - みかも山ウォーク - まるまるまるごとつがまつり - にしかたふるさと祭り - 道の駅にしかたお客様感謝祭 - とちぎマラソン大会 - 太平山マラソン大会 - 蔵の街マラソン大会 - 獅子舞（11月23日） - 12月 - アグリフェスタ - 光と音のページェント |

### 選定・受賞
- 日本さくら名所100選：太平山県営自然公園
- 都市景観100選：栃木市歴史的町並み景観形成地区
- 日本の音風景百選：太平山あじさい坂の雨蛙
- 美しい日本の歩きたくなるみち500選：蔵の街とちぎと太平山へのみち
- 関東の富士見百景：太平山県立自然公園 謙信平、県営みかも山公園富士見台、渡良瀬遊水地の桜づつみからの富士
- 日本夜景遺産：太平山から望む夜景
- 都市景観大賞 2009（平成21）年度美しいまちなみ大賞：栃木市 歴史的町並み景観形成地区

## 栃木市が舞台となった作品
- 六人姉妹（1959年、東映教育映画部） - 葛西睦子原作・堀内甲監督作品の教育短編映画。中流家庭の6人の姉妹の愛情を描いたホームドラマ。栃木市立栃木第三小学校や栃木駅、巴波川沿いの街並などが登場する。
  - 続六人姉妹（1962年、東映） - 上記の続編。監督は今泉善珠。冒頭、帰郷した長女を四女と五女が栃木駅で迎える。
- もっけ（2000年 - 2009年） - 作者熊倉隆敏の出身地であり、栃木の農村部という設定。栃木県立栃木高等学校、國學院大學栃木高等学校、太平山神社や栃木市大平図書館などが登場する。
- 秒速5センチメートル（2007年公開） - 新海誠監督の連続短編アニメーション映画。第一話『桜花抄』で岩舟駅が登場する。岩舟駅前が映画のポスターにもなった（取材・公開当時は下都賀郡岩舟町）。
- ゴクジョッ。〜極楽院女子高寮物語〜（2009年 - 2015年） - 舞台である極楽院女子高等学校の最寄り駅が新とちぎ駅である。駅舎は栃木駅がモデルである。
- 浅見光彦シリーズ「幻香」（2010年、角川文庫） - 内田康夫の小説。浅見が冒頭で見ず知らずの女から手紙を受け取り、幸来橋で待ち合わせをする。
- スマイルプリキュア!（2012年2月 - 2013年1月） - 第4話に市南部に位置する渡良瀬遊水地の谷中湖をモデルにした湖が登場する。
- かんづかさ弐〜禍つ神の杜〜（2012年6月、桜ノ杜ぶんこ） - くしまちみなとの小説。主人公五祝神奈の出身地であり、2巻目の作品舞台。栃木市街、太平山、下野国庁跡などが登場。作品後半の激戦地が栃木県道296号小山都賀線付近。

### とちぎフィルムコミッション協力作品
- ゴーストママ捜査線（日本テレビ系・2012年）

キャスト：仲間由紀恵ほか
ロケ地：湊町、都賀町大久保、西方町真名子等
- 恋仲（フジテレビ系・2015年）

キャスト：福士蒼汰・本田翼・大原櫻子ほか
ロケ地：蔵の街遊覧船、栃木高校、蔵の街大通り沿い、うずま公園、巴波川沿い等
この他、岩船山採石場では2025年現在でも爆破を用いたロケを実施できるため、東映製作の特撮作品で幅広く利用されている。

## マスコットキャラクター
栃木市には4体のマスコットキャラクターがおり、市の観光PR等を行っている。

### 市公式マスコットキャラクター
- とち介
  - 栃木市と岩舟町が平成26年4月5日に合併し、新・栃木市の合併が完結したことを記念し、新たな市の公式マスコットキャラクターとして制定。
  - 蔵の街にちなみ、頭部と脚部は蔵をモチーフとしている。また、蔵の妖精として栃木市を全国へPRしている。

### その他のキャラクター
- キララちゃん（西方地域・道の駅にしかた）
  - 11月22日生まれ。
  - 道の駅にしかたのオープン（2009年（平成21年）11月21日）を記念し、110の応募作品の中から選ばれたマスコットキャラ。
  - 西方地域特産の「いちご」をモチーフに擬人化し、西方産「コシヒカリ」を手に「道の駅にしかた」をPRしている。
- グレッピー（大平地域）
  - 2010年夏の生まれ。
  - 大平町ぶどう団地から生まれたぶどうの妖精。顔の大きさに似合わずとっても恥ずかしがり屋。夏が一番大好きで元気である。
- コスモン（岩舟地域）
  - 1月5日生まれ。
  - コスモス（合併前、岩舟町の町花だった）の妖精。いちごが好物。いわふねフルーツパークなどのPRをしている。

## ゆかりの人物

### 出身人物
武将・大名・大奥
- 小野寺氏（下野小野寺氏）
  - 小野寺義寛
  - 小野寺道綱
- 皆川氏
  - 皆川宗成（成勝の父）
  - 皆川成勝（俊宗の父）
  - 皆川俊宗（広勝・広照の父）
  - 皆川広勝（広照の兄）
  - 皆川広照（下野皆川藩、信濃飯山藩、常陸府中藩初代藩主）
- 宝樹院（徳川家光側室・徳川家綱生母、都賀郡高島村：現在の大平地域出身）
- 増山正利（三河西尾藩初代藩主・長島藩増山家初代当主・宝樹院の弟、都賀郡高島村出身）
- 那須資弥（那須氏24代当主・下野烏山藩初代藩主・宝樹院の弟、都賀郡高島村出身）

政界・官界
- 田村順之助（衆議院議員、都賀郡：後の水代村出身）
- 新井章吾（衆議院議員、都賀郡吹上村出身）
- 石川甚作（衆議院議員、都賀郡赤津村出身）
- 高久倉蔵（衆議院議員、都賀郡皆川村出身）
- 松永和一郎（宇都宮市長、下都賀郡小野寺村出身）
- 松村光三（衆議院議員）
- 君島清吉（内務官僚）
- 清水董三（外交官・書家、下都賀郡国府村出身）
- 金子益太郎（衆議院議員・栃木市長）
- 岩崎正三郎（参議院議員）
- 山口好一（衆議院議員）
- 青木秀夫（新潟県知事、下都賀郡家中村出身）
- 大川秀子（栃木市長）
- 鈴木俊美（弁護士・元大平町長・元栃木市長、下都賀郡大平町出身）
- 日向野義幸（元栃木市長・栃木県議会議員）
- 山口良治（衆議院議員）

財界
- 岩崎清七（磐城セメント創業者）
- 小平浪平（日立製作所創業者、下都賀郡家中村出身）
- 飯塚茂（マライ軍政監部顧問・陸軍嘱託、下都賀郡三鴨村出身）
- 山根春衛（大正海上火災保険社長、下都賀郡瑞穂村出身）
- 永田英太郎（永田製作所創業者）
- 牛久崇司（キッコーマン社長）

文学
- 石塚倉子（俳人、都賀郡富吉村：現在の藤岡地域出身）
- 通用亭徳成（戯作者・狂歌師）
- 山本有三（作家）
- 逸見猶吉（詩人・童話作家、下都賀郡谷中村出身）
- 柴田トヨ（詩人）
- 中村彰彦（作家）
- 関口尚（作家、下都賀郡岩舟町出身）
- くしまちみなと（作家）

芸術
- 日高秩父（書家）
- 飯塚雲擧（書家）
- 清水登之（画家）
- 鈴木賢二（画家）
- 刑部人（画家、下都賀郡家中村出身）
- 田中一村（画家）
- 丸山暁鶴（書家）
- 熊倉隆敏（漫画家）
- 雲田はるこ（漫画家）

音楽
- ソンコ・マージュ（ギタリスト）
- 白根一男（歌手）

芸能・放送
- 磯辺建臣（アナウンサー、現在の大平地域出身）
- 古川登志夫（声優）
- 渡辺英紀（フリーアナウンサー）
- 山口智子（女優）
- 八津弘幸（脚本家、下都賀郡藤岡町出身）
- ゆっきー（ローカルタレント）- 福岡市を拠点に活動。
- 高村麻代（フリーアナウンサー、下都賀郡都賀町出身）
- 飯田浩志（元俳優・声優・演出家、下都賀郡大平町出身）
- 中川真吾（俳優）- D-BOYSメンバー。
- 菊池優（フリーアナウンサー、下都賀郡大平町出身）
- 義達祐未（女優、下都賀郡大平町出身）
- みさわ大福（元芸人、下都賀郡岩舟町出身）
- 砂岡春奈（モデル）
- 桜祐（声優・歌手、下都賀郡大平町出身）
- 石川恋（女優）
- 日高真理（ラジオパーソナリティ）

スポーツ
- 綾川五郎次（大相撲力士）- 第2代横綱。
- 9代 式守伊之助（立行司、現在の藤岡地域出身）
- 若湊義正（大相撲力士）- 最高位は小結。
- 栃木山守也（大相撲力士、下都賀郡赤麻村出身）- 第27代横綱。
- 小金山幸一郎（大相撲力士）- 最高位は十両8枚目。
- 太田健一（プロ野球選手）- イーグルス。
- 三富恒雄（プロ野球選手）- 中日ドラゴンズ。
- 砂岡良治（元重量挙げ選手、下都賀郡大平町出身）- ロサンゼルスオリンピック銅メダリスト。
- 松本照夫（元プロ野球選手）- 阪急ブレーブス。
- 中野佐資（元プロ野球選手）- 阪神タイガース。
- 川田利明（プロレスラー、下都賀郡大平町出身）
- 麦倉洋一（元プロ野球選手、下都賀郡都賀町出身）- 阪神タイガース。
- 石川多映子（元ソフトボール選手）- 日立ソフトウェア女子ソフトボール部。
- 渡辺俊介（野球監督、下都賀郡都賀町出身）- 日本製鉄かずさマジック監督、元千葉ロッテマリーンズ。
- 中村雅人（オートレース選手）
- 寺内崇幸（プロ野球監督）- 栃木ゴールデンブレーブス監督、元読売ジャイアンツ。
- 武井択也（元プロサッカー選手）- ガンバ大阪、ベガルタ仙台、松本山雅FC。
- 富田晋伍（元プロサッカー選手、下都賀郡大平町出身）- ベガルタ仙台。
- 齋藤仁志（陸上競技選手、下都賀郡都賀町出身）
- 大島佐利（元ラグビー選手）- 東京サントリーサンゴリアス。
- 澤村拓一（プロ野球選手）- 千葉ロッテマリーンズ所属。
- 蜂須賀孝治（プロサッカー選手、下都賀郡大平町出身）- ベガルタ仙台所属。
- 富山貴光（プロサッカー選手）- 大宮アルディージャ所属。
- 陣野瞳（元ハンドボール選手）- 飛騨高山ブラックブルズ岐阜。
- 小舘美紀（元ハンドボール選手）- オムロンピンディーズ。
- 大谷桃子（車いすテニス選手）
- 太田彪雅（柔道選手）
- 仲三河優太（プロ野球選手）- 埼玉西武ライオンズ所属。

学界
- 森鴎村（儒学者）
- 田村律之助（農学者、都賀郡西水代村：現在の大平地域出身）
- 田嶋隆純（僧・仏教学者）
- 佐山総平（鉱山学者、下都賀郡部屋村出身）- 北見工業大学初代学長。
- 川口篤（フランス文学者）
- 岡安大仁（医学者）
- 川田侃（経済学者）
- 松本利松（物理学者）
- 斎藤昭俊（宗教学者）
- 松濤弘道（僧・仏教学者）
- 毛塚勝利（労働法学者）
- 塚田一博（医学者）
- 吉川真（天体物理学者）- はやぶさ2ミッションマネージャ。
- 金子勇（プログラマー、下都賀郡都賀町出身）- Winny開発者。

その他
- 円仁（僧、東山道安蘇郷と都賀郡三鴨の境出身[注釈 8]）- 天台宗山門派の祖。
- 玄宥（僧、都賀郡吹上村出身）
- 菅谷北斗星（将棋観戦記者）
- 人見豊治（海軍大佐、下都賀郡瑞穂村出身）
- 舩坂弘（陸軍軍曹、上都賀郡西方村出身）- 渾名「不死身の分隊長」。
- 中田幸平（衣裳デザイナー）
- 舟橋功一（弁護士）
- 冬木れい（料理研究家、下都賀郡藤岡町出身）
- 猪熊泰則（漫画編集者、下都賀郡岩舟町出身）

### 関連人物
- 勝道（僧、芳賀郡南高岡出身）- 父は都賀郡木の若田高藤。出流山を開基。
- 小山よし姫（小山義政正室）- 星野で殺されたと伝わり、墓がある。
- 松平忠輝（徳川家康六男、江戸出身）- 皆川広照のもと、栃木城か皆川城で育ったとみられる。
- 喜多川歌麿（浮世絵師）- 栃木出身説がある。狂歌を通じて栃木の豪商と交流があった。同市にて歌麿の肉筆画が発見された（2007年に『女達磨図』。2010年に『鍾馗図』と『三福神の相撲図』）ほか、2011年には『月』の写真乾板が発見された。
- 田崎草雲（南画家、江戸出身）- 祖父が真名子出身であることから、その地に分骨墓がある。
- 善野秀（足利藩士、出羽国出身）- 栃木陣屋奉行。出流山事件の対応に当たった。
- 藤川為親（内務官僚、肥前国出身）- 栃木県令。市内に墓がある。
- 田中正造（衆議院議員、佐野町出身）- 政府の政策に対抗して谷中村（現栃木市藤岡地区）に居住。
- 田中愿蔵（尊王志士、常陸国出身）- 水戸天狗党幹部。栃木宿において掠奪・放火を行う。
- 西山尚義（尊王志士、美濃国出身）- 出流山事件に参加、栃木町西戸口・念仏橋のたもとで戦死。
- 森田仲造（壬生藩士・陸軍伍長、壬生町出身）- 明治4年に一度栃木町に転居。
- 松根東洋城（俳人、東京府出身）- 幼いころ、裁判官である父の転勤により栃木に暮らしたことがある。
- 吉屋信子（小説家、新潟県出身）- 少女時代を栃木町で過ごす。
- 金子文子（アナキスト、神奈川県出身）- 宇都宮刑務所栃木支所で獄死。
- 亜門虹彦（心理アナリスト、東京都出身）- 少年時代を旧下都賀郡岩舟町で過ごす。